# LibreOffice
LibreOffice [ˈliːbɹə ˈɒfɪs] (Abkürzungen LibO oder LO) ist eine freie Zusammenstellung typischer Standardsoftware für Bürotätigkeiten (Office-Paket). Zu LibreOffice gehören Programme für Textverarbeitung (Writer), Tabellenkalkulation (Calc), Präsentation (Impress) und zum Erstellen von Zeichnungen (Draw). Ein Datenbankmanagementsystem (Base) und ein Formeleditor (Math) sind ebenfalls enthalten.
LibreOffice spaltete sich Ende 2010 vom Office-Paket OpenOffice.org ab. Es wird seither unabhängig weiterentwickelt und gilt als die modernere Alternative.
Neben der Desktop-Variante für Linux, Windows und MacOS gibt es noch Versionen für Android- und iOS-Smartphones und -Tablets. Außerdem existiert unter der Bezeichnung LibreOffice Online und Collabora Online eine Webapp als Online-Office.

## Geschichte
Die Geschichte von LibreOffice und der Document Foundation begann mit der Veröffentlichung der ersten Beta-Version des Office-Pakets am 28. September 2010. Die Ursachen für die Abspaltung vom OpenOffice.org-Projekt und damit die Vorgeschichte reichen jedoch bis in das Jahr 1999 zurück. LibreOffice sieht sich als eine legitime Fortführung von OpenOffice.org. Da OpenOffice.org seinerseits eine offizielle Abspaltung von StarOffice (zwischenzeitlich Oracle Open Office) darstellt, wird auch deren Geschichte als Teil des LibreOffice-Projekts verstanden.

### Vorgeschichte
Nachdem 1999 das ursprüngliche Unternehmen hinter dem Projekt, Star Division, von Sun Microsystems übernommen worden war, wurden im darauf folgenden Jahr die Quellen des proprietären StarOffice freigegeben: OpenOffice.org entstand. Im Zuge dieser Freigabe regte Sun Microsystems bereits im Jahr 2000 die Gründung einer Stiftung an. Das Ziel hinter diesem Vorhaben hat sich mit der Gründung der Document Foundation nicht verändert: Die Entwicklung des Office-Pakets soll unabhängig von Firmeninteressen weitergeführt und die Freiheiten sowohl von Entwicklern als auch von Anwendern gestärkt werden.
Nachdem Sun Microsystems im Januar 2010 von Oracle übernommen worden und daraus folgend auch die Entwicklung von OpenOffice.org in deren Verantwortung übergegangen war, entstand innerhalb der OpenOffice.org-Gemeinschaft Unzufriedenheit. Kritisiert wurde insbesondere, dass Oracle die Zukunft von OpenOffice.org offenließ und die Unterstützung des Projektes immer spärlicher ausfiel. Im September 2010 entschieden sich schließlich führende Mitglieder der OpenOffice.org-Gemeinde, die Document Foundation zu gründen.
Kurz nach der Entstehung von LibreOffice hat sich Oracle aus dem OpenOffice.org-Projekt vollständig zurückgezogen und es an die Apache Software Foundation übergeben, die es in Apache OpenOffice umbenannte.

### Abspaltung von Oracle
Die Abspaltung und unabhängige Weiterführung des Office-Pakets wurde möglich, da OpenOffice.org als freie Software entwickelt wurde. Anders als bei der Software selbst besaß Oracle am Namen „OpenOffice.org“ das ausschließliche Verwendungsrecht. Die Weiterführung des Projekts unter dem Namen OpenOffice.org erforderte die Zustimmung von Oracle. Oracle entschied, die Namensrechte nicht an die neu gegründete Document Foundation zu übergeben, und strebte die Auflösung bestehender Verflechtungen beider Projekte an. Dies erzwang die Fortentwicklung unter dem neuen Namen LibreOffice. Dieser ist ein Hybridwort aus libre, dem spanischen und französischen Wort für frei und dem englischen Wort für Büro, office.
Am 16. Februar 2011 veröffentlichte die Document Foundation einen Spendenaufruf, um eine Stiftung nach deutschem Recht zu gründen. Das Ziel war es, der Document Foundation den Status einer juristischen Person zu geben. Die hierzu benötigten 50.000 Euro waren acht Tage nach Bekanntgabe des Aufrufs erreicht.
Da sich LibreOffice als Nachfolger von OpenOffice.org verstand, wurde die Versionsnummerierung von OpenOffice.org fortgeführt. Die Versionsnummer der ersten stabilen Veröffentlichung vom 25. Januar 2011 lautete daher 3.3.0, als Nachfolger von OpenOffice.org 3.2.1. Im Januar 2015 wurde mit der Version 4.4 das neunte Major-Release des Projekts veröffentlicht. Anfang 2024 wurde dieses Schema aufgegeben und eine neue Nummerierung nach Erscheinungsjahr eingeführt.
Die Förderung und Koordination des Projekts wird von der gemeinnützigen Stiftung The Document Foundation getragen, die ihrerseits von ehemals führenden Mitgliedern der OpenOffice.org-Gemeinschaft gegründet wurde.

### Oracles Rückzug
Im April 2011 erklärte Oracle, dass das OpenOffice.org-Projekt der Open-Source-Community bzw. der Apache Software Foundation übergeben werden solle. Da die Community bereits nahezu vollständig zu LibreOffice abgewandert war, kam dies einer Einstellung von OpenOffice.org gleich. Die Document Foundation betonte, dass sie einer Wiedervereinigung der Projekte positiv gegenüberstehe und jederzeit neue Mitglieder aufnehmen würde. Die Lizenzierung des OpenOffice.org-Projekts unter der Apache-Lizenz würde neue Möglichkeiten des Codeaustauschs zwischen beiden Projekten eröffnen. Trotzdem empfahl die Free Software Foundation nur wenig später, auf LibreOffice und nicht auf OpenOffice.org zu setzen.

### Verbreitung

#### Nutzer im Zeitverlauf
Die Abbildung zeigt die weltweite Anzahl der LibreOffice-Nutzer von 2011 bis 2018 in Millionen. Einzelnachweise sind im Text vorhanden.
2011: LibreOffice wurde nach Angaben der Document Foundation in der ersten Woche nach Start des Projekts 350.000 Mal heruntergeladen. Sechs Monate nach Start des Projekts stieg die Zahl der Downloads auf 1,3 Millionen, Downloads über andere Webseiten und die Paketverwaltung von Linux-Distributionen nicht mitgezählt. Zum ersten „Geburtstag“ von LibreOffice im September 2011 konnte das Projekt bereits über 6 Millionen Downloads verzeichnen. Allein im September 2011 wurde das Office-Paket 900.000 Mal heruntergeladen, wofür 81 Spiegelserver zur Verfügung standen. Hinzu kommen geschätzte 1,5 Millionen Downloads über andere Webseiten. Die Document Foundation schätzte 2011, dass weltweit 10 Millionen Menschen LibreOffice aktiv verwendeten und über Downloads oder CDs bezogen hatten. Hinzu kamen geschätzte 15 Millionen Nutzer, die LibreOffice über die Paketverwaltung ihrer Linux-Distribution bezogen. Die Stiftung plante 2011, die Zahl von 25 Millionen Nutzern bis Ende 2019 auf über 200 Millionen Nutzer zu steigern.
2013: Im September 2013, nach zwei Jahren, belief sich die geschätzte Anzahl der LibreOffice-Nutzer auf 75 Millionen.
2015: Im Jahr 2015 wurde LibreOffice von 100 Millionen Nutzern und 18 Regierungen verwendet.
2016: Im August 2016 wurde die Anzahl der LibreOffice-Nutzer auf 120 Millionen geschätzt.
2018: Die Document Foundation schätzte 2018, dass es weltweit 200 Millionen aktive LibreOffice-Nutzer gab. Etwa 25 % davon seien Studenten und 10 % Linux-Nutzer (die LibreOffice automatisch durch ihre Distribution erhalten). Im Vergleich dazu wurde Microsoft Office im Jahr 2018 von 1,2 Milliarden Nutzern verwendet.

#### Marktanteil
OpenOffice, der Vorläufer von LibreOffice, und Derivate davon hatten laut einer Studie von Webmasterpro.de im Jahr 2010 einen Marktanteil unter deutschsprachigen Internetnutzern von über 20 Prozent. In der EU betrug dieser Wert zwischen 9 Prozent (Großbritannien) und 22 Prozent (Polen); für die USA wurde in dieser Studie ein Marktanteil von 9 Prozent ermittelt.
Eine Umfrage von Spiceworks im September 2017 unter 1.168 IT-Experten in den Vereinigten Staaten, Kanada und Großbritannien fand einen Anteil von 16 % Open-Source-Textverarbeitungsprogrammen wie LibreOffice und OpenOffice. Dabei wurden die Open-Source-Textverarbeitungsprogramme in der Kategorie „Kosteneffizienz“ als am besten bewertet, in allen anderen Kategorien hingegen als fast durchgehend zweitschlechtestes (vor Apple iWork).
Laut einer Studie von Marktforschern der Nielsen Company besitzt LibreOffice 2020 bei Firmen in Europa einen Marktanteil von 2 %, die Marktführer MS Office und Google Docs hingegen 85 % und 9 %. In den USA besitzt LibreOffice bei Firmen einen Marktanteil von 1 %, MS Office und Google Docs 80 % und 14 %. Für die Studie wurden über 1.000 Nutzer in deutschen Unternehmen mit 50 bis 50.000 Angestellte befragt.
Die FAZ bezeichnete LibreOffice in einem Kommentar im August 2021 als „so leistungsfähig wie das kostenpflichtige Microsoft-Pendant“ und schrieb, dass das Microsoft-Office-Paket „mehr fürs Auge und das schickere Design biete[t]“ und daher LibreOffice trotz „bestechende[r] Vorzüge“ ein eher „unbekannte[s] Produkt“ ist.

#### Nutzung in Unternehmen
Auch die ersten größeren Unternehmen erklärten ihre Absicht, künftig auf LibreOffice zu setzen. So wechselten beispielsweise die Kopenhagener Krankenhäuser und das dänische Verkehrsministerium zu LibreOffice. Die Verwaltung der französischen Region Île-de-France gab im Oktober 2011 bekannt, 800.000 USB-Sticks, die LibreOffice und andere freie Software beinhalten sollen, an Studenten verschenken zu wollen.

#### Nutzung in Behörden
Bis Herbst 2025 sollen die Behörden im Bundesland Schleswig-Holstein von Microsoft Office zu LibreOffice wechseln. Als Gründe dafür werden hohe Lizenzkosten und die große Abhängigkeit von US-amerikanischen Tech-Konzernen genannt.

## The Document Foundation

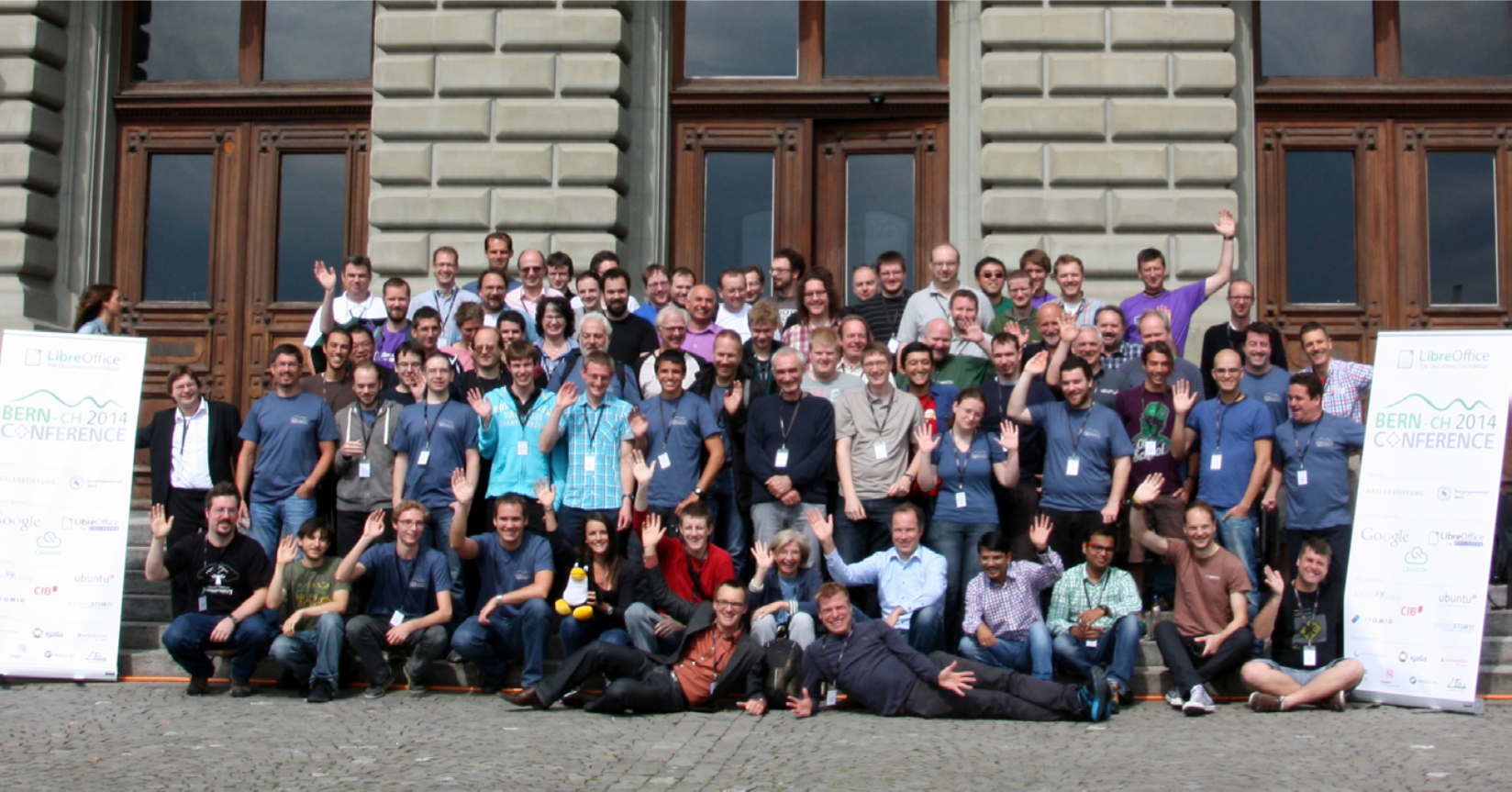
Teilnehmer der LibreOffice Conference 2014 in Bern, mit vielen Mitgliedern des Vorstands, des Mitglieder-Komitees, des Mitglieder-Kuratoriums und Mitarbeitern der Document Foundation

Die maßgebliche Entwicklung und Pflege von LibreOffice leistet die am 28. September 2010 gegründete gemeinnützige Organisation The Document Foundation (Abkürzung: TDF). Sie fördert und koordiniert die Weiterentwicklung des Office-Pakets und beteiligt sich an der Weiterentwicklung des offenen Dateiformatstandards OpenDocument bei der OASIS. Die Document Foundation bekennt sich dabei zu freier Software und bewirbt so auch keine proprietären Zusatzmodule oder ähnliches. Sie ist meritokratisch organisiert und verpflichtet sich zur vollkommenen Transparenz. Sie möchte auf die zehnjährige Geschichte des OpenOffice.org-Projekts in der Überzeugung aufbauen, dass nur eine unabhängige Stiftung sowohl den Entwicklern die bestmöglichen Voraussetzungen als auch den Benutzern ein exzellentes Produkt bieten könne. Bis 2012 handelte es sich bei The Document Foundation nicht um eine rechtsgültig gegründete Stiftung. Vielmehr wurde die „Foundation“ bis zur Gründung einer Stiftung nach deutschem Recht von Mitgliedern des Vereins Freies Office Deutschland e. V. getragen.
Dass Oracle im April 2011 erklärte, jegliche kommerziellen Interessen am OpenOffice.org-Projekt aufzugeben, und das Projekt Anfang Juni 2011 an die Apache Software Foundation übergab, ändere nach Verlautbarungen der Stiftung nichts an ihrem Vorhaben. Sie zeigte sich im Gegenteil eher enttäuscht darüber, dass Oracle die Chance nicht genutzt habe, beide Projekte wieder zu vereinen. Sie betonte nochmals, dass die Stiftung jederzeit für neue Mitglieder offen stehe und einer Wiedervereinigung positiv gegenüberstehen würde, dennoch würden formale Differenzen zwischen der Document Foundation und der Apache Software Foundation das erschweren. Bereits kurze Zeit später, Mitte Juni 2011, besetzte die Document Foundation ihr Advisory Board (Beirat). Besonderes Augenmerk wurde dabei auf Herstellerunabhängigkeit gelegt, sind in ihm doch alle Sponsoren unabhängig von ihrem Beitrag jeweils mit einem Sitz vertreten. Zu den Mitgliedern zählen Google, SUSE, Red Hat, Novell, Intel, die Vereine Freies Office Deutschland e. V. und Software in the Public Interest (SPI) sowie die Free Software Foundation.
Am 1. Februar 2012 teilte The Document Foundation mit, dass sie eine rechtsfähige Stiftung bürgerlichen Rechts in Berlin gründen wolle. Die hierdurch entstehende Rechtssicherheit stelle die langfristige Weiterentwicklung der Community und der Software sicher. Als Vorstandsvorsitzender der neuen Stiftung fungierte Florian Effenberger, als Stifter trat der Verein Freies Office Deutschland e. V. (früher OpenOffice.org Deutschland e. V.) auf. Am 17. Februar 2012 wurde die Stiftung in Berlin von der Stiftungsaufsicht anerkannt. Im Februar 2014 übernahm Thorsten Behrens den Vorsitz.

### Unterstützer und Kooperationen
Die Stiftung arbeitet eng mit anderen Organisationen der ehemaligen OpenOffice.org-Gemeinde wie dem deutschen Freies Office Deutschland e. V. und dem brasilianischen BrOffice.org zusammen und erhält Unterstützung von Projekten wie NeoOffice, von Organisationen wie der Free Software Foundation, der Gnome Foundation und der Open Source Initiative und von Firmen wie Google. Die Linux-Distributoren Canonical (Ubuntu), SUSE (openSUSE, SUSE Linux Enterprise Desktop) und Red Hat (Fedora, Red Hat Enterprise Linux) haben neben ihrer Unterstützung auch die Aufnahme von LibreOffice in die nächsten Versionen ihrer Betriebssysteme zugesagt. Auch die Regierungen verschiedener Länder, darunter Brasilien, Indien, China und Russland, haben sich wegen ihres intensiven Einsatzes von OpenDocument für eine von Firmeninteressen unabhängige Entwicklung ausgesprochen und die Gründung der Document Foundation begrüßt. Schnell nach Gründung des Projekts haben sich große Teile der OpenOffice.org-Community neu organisiert und LibreOffice zugewandt. Die Document Foundation betonte seit ihrer Gründung wiederholt, dass sie die Beteiligung neuer Mitglieder und Partner ausdrücklich begrüße. Ende September 2011, ein Jahr nach Gründung des Projekts, zählte die Document Foundation 136 registrierte Mitglieder.
Die Document Foundation ist Mitglied im Open Invention Network und SPI und präsentierte sich bereits im ersten Jahr auf Messen wie der Cebit und FOSDEM. Sie nimmt beim Google Summer of Code teil.
Das deutsche Bundesamt für Sicherheit in der Informationstechnik sieht in LibreOffice (und Linux) eine Alternative zu proprietären Cloud-Produkten für Organisationen mit Interesse an Informationssicherheit und sponserte einige kryptographische Funktionen von LibreOffice. Weitere kryptographische Funktionen wurden vom niederländischen Verteidigungsministerium gesponsert.

### Konferenzen
In Anlehnung an die jährlich stattfindenden OpenOffice.org-Konferenzen veranstaltet die Document-Foundation seit 2011 jährlich eine „LibreOffice Conference“, im Web jeweils unter https://conference.libreoffice.org auffindbar.
- 2011 in Paris[68]
- 2012 in Berlin[69]
- 2013 in Mailand[70]
- 2014 in Bern[71]
- 2015 in Aarhus[72]
- 2016 in Brno[73]
- 2017 in Rom[74]
- 2018 in Tirana[75]
- 2019 in Almería[76]
- 2020 als Webkonferenz[77]
- 2021 als Webkonferenz[78]
- 2022 in Mailand[79]
- 2023 in Bukarest[80]
- 2024 in Luxemburg[81]
- 2025 in Budapest[82]

### Ziele
„Vereinfacht gesagt, ist das Ziel der Stiftung die Entwicklung eines Repertoires digitaler Produktivitäts- und Kreativitätswerkzeuge der nächsten Generation durch Förderung einer nachhaltigen, unabhängigen und umfassenden Community zur Entwicklung Freier und Open-Source-Software [FOSS] auf der Basis offener Standards.“

In ihrem „Manifest fürs nächste Jahrzehnt“ definiert die Document Foundation die ihrer Arbeit zugrunde liegenden Werte und Ziele. So verpflichtet sie sich dazu, ihren Beitrag zur Überwindung der digitalen Kluft beizutragen, indem sie jedermann den Zugang zu einem kostenlosen Office-Paket ermöglicht. Das bestehende „Monopol der Anbieter von Büro-Software“, gemeint ist das Quasi-Monopol von Microsoft Office, wird abgelehnt, da dieses „de facto eine Steuer auf elektronische freie Meinungsäußerung“ bedeute. Die Vielfalt der Muttersprachen soll gefördert werden, indem sowohl LibreOffice als auch die zugehörigen Dokumentationen in möglichst vielen Sprachen angeboten werden sollen und die Übersetzung in neue Sprachen aktiv gefördert wird. „Die schleichende Dominanz der Computersysteme in einer einzigen Sprache“ soll überwunden werden und niemand gezwungen sein, vor Verwendung eines Computers eine andere Sprache zu erlernen. Die Document Foundation teilt die Ziele des OpenDocument-Projekts und lehnt „die Kontrolle über Dateiformate durch proprietäre Software-Unternehmen“ ab. LibreOffice soll in „einem offenen, transparenten und durch gegenseitige Begutachtung geprägten Softwareentwicklungsprozess, in dem hohe technische Qualität geachtet wird“, entwickelt werden. Das alles soll unter dem Dach einer demokratischen, jedermann offen stehenden Stiftung geschehen, die auch der Beteiligung von Firmen und Organisationen positiv gegenübersteht.

## Das Office-Paket
OpenOffice.org wurde, insbesondere in den meisten Linux-Distributionen, sukzessiv durch LibreOffice ersetzt. So setzen Ubuntu ab Version 11.04, Fedora ab Version 15, openSUSE ab Version 11.4 und Linux Mint ab Version 11 auf LibreOffice. Das Debian-Projekt geht noch einen Schritt weiter und ersetzt auch bereits bestehende OpenOffice.org-Installationen in Debian 7.0 automatisch, in Debian 6.0 mit Hilfe eines für den Benutzer verfügbaren Backports, durch LibreOffice. Mit Version 6.3 von Oracle Linux liefert auch Oracle LibreOffice als festen Bestandteil der eigenen Linux-Distribution aus.
Die Document Foundation arbeitet an einer stetigen Verbesserung der Unterstützung von LibreOffice. So wurde im Februar 2012 die Plattform Ask LibreOffice eröffnet, an die sich Anwender bei Problemen wenden können, um von anderen Benutzern Hilfe zu erhalten. Das zunächst nur in englischer Sprache verfügbare Angebot ist inzwischen auch auf Deutsch verfügbar.

### Funktionen und Eigenschaften

#### Kompatibilität zu OpenOffice

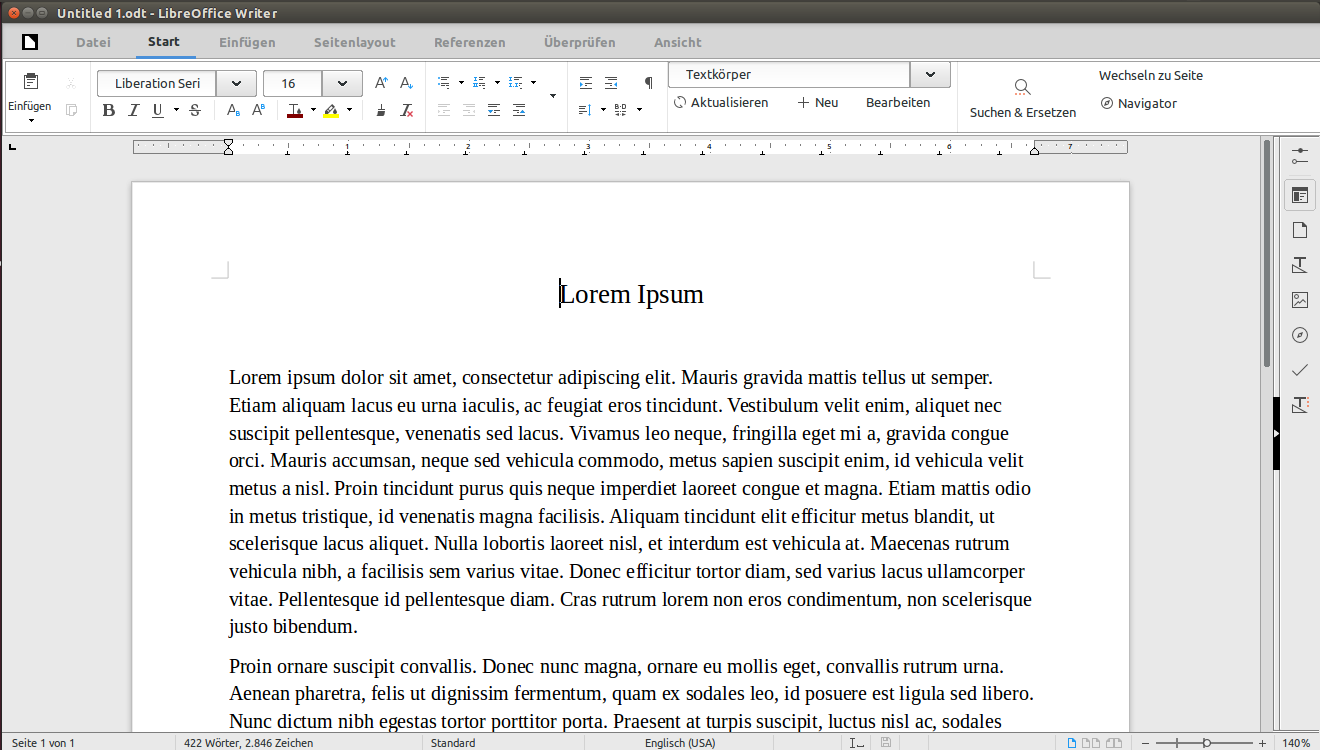
LibreOffice Writer 5.3 mit Muffin-Oberfläche unter Ubuntu 16.04

Da LibreOffice eine Abspaltung von OpenOffice.org darstellt, waren die Funktionen und Eigenschaften der Office-Pakete zunächst im Wesentlichen identisch. Zu Beginn des Projekts erschien unwahrscheinlich, dass Neuerungen in OpenOffice.org aufgenommen werden, die im Rahmen des LibreOffice-Projekts entwickelt wurden. Der Grund waren lizenzrechtliche Erwägungen im Zusammenhang mit der zu dieser Zeit von Oracle vertriebenen kommerziellen Variante von OpenOffice.org, StarOffice. Im Gegenzug stand einer Aufnahme von Neuerungen in LibreOffice, die im Rahmen des OpenOffice.org-Projekts entwickelt wurden, nichts entgegen (→ siehe auch: Abschnitt „Rechtliche Entwicklungsgeschichte“). Durch die Übergabe des OpenOffice.org-Projekts an die Apache Software Foundation und die Umbenennung des Office-Pakets in Apache OpenOffice wurden diese lizenzrechtlichen Probleme nur teilweise aus dem Weg geräumt. Während eine Codeübernahme von Apache OpenOffice zu LibreOffice weiterhin kein lizenzrechtliches Problem darstellt, ist eine entgegengesetzte Übernahme nur schwer möglich. LibreOffice wurde unter der GNU GPL, einer Lizenz mit Copyleft, veröffentlicht, deren Konzept in der Apache-Lizenz keine Entsprechung findet. Da die GNU GPL aber ein Bestehenbleiben des Copyleft voraussetzt, ist eine Codeübernahme ausgeschlossen. Da LibreOffice unter der Mozilla Public License (MPL) mehrfachlizenziert ist, wäre eine Codeübernahme zumindest in Binärform theoretisch denkbar.
Nach Untersuchungen des von SUSE bezahlten LibreOffice-Entwicklers Michael Meeks sei ein gegenseitiger Codeaustausch aber immer schwieriger und werde durch die fortschreitende Entwicklung immer unwahrscheinlicher. Durch die inzwischen erheblichen Unterschiede im Quelltext beider Projekte sei eine quasi automatische Übernahme von Neuerungen nicht möglich, stattdessen sei es notwendig, jede einzelne Neuerung, die zwischen den Projekten ausgetauscht werden soll, anzupassen. Demnach sei davon auszugehen, dass mit fortschreitender Entwicklung LibreOffice andere Funktionen enthalten wird als OpenOffice.org und lediglich Änderungen, die den Aufwand rechtfertigen, zwischen den Projekten ausgetauscht werden. In geringem Umfang bestanden bereits bei Veröffentlichung der ersten stabilen Version 3.3 Unterschiede zwischen beiden Projekten (→ Abschnitt „LibreOffice 3.3“). Die OpenOffice.org-Abspaltung Go-oo ist in LibreOffice aufgegangen.

#### Module und Erweiterungen

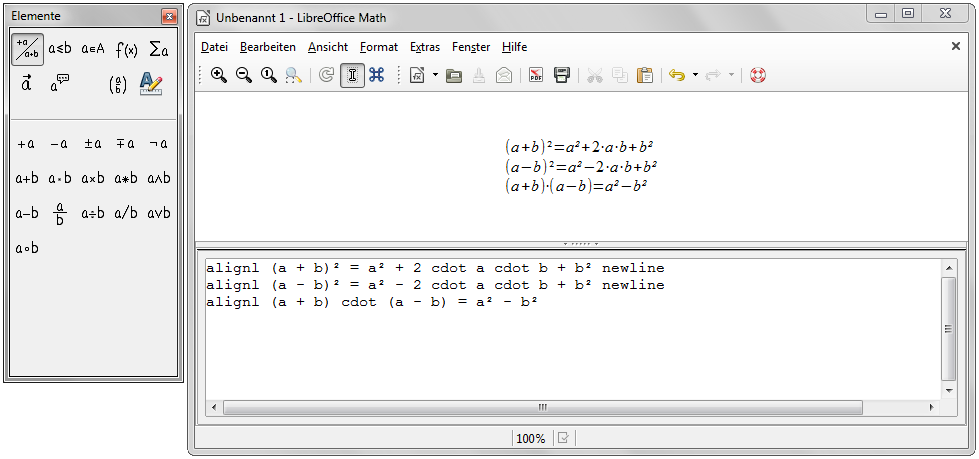
LibreOffice 3.6 Math unter Windows 7

LibreOffice ist, wie auch OpenOffice.org, modular aufgebaut und besteht anwenderseitig aus sechs Einzelprogrammen, die allerdings nur gemeinsam installiert werden können.
| Komponente | Komponente | Beschreibung                                                                                                   |
| ---------- | ---------- | --- |
|            | Writer     | Ein WYSIWYG-Textverarbeitungsprogramm                                                                          |
|            | Calc       | Ein Tabellenkalkulationsprogramm                                                                               |
|            | Impress    | Ein Programm zum Erstellen, Bearbeiten und Betrachten von Präsentationen                                       |
|            | Base       | Ein Datenbankmanagementsystem                                                                                  |
|            | Draw       | Ein Grafikprogramm                                                                                             |
|            | Math       | Ein Formeleditor, dessen Formeln auch in anderen Komponenten, wie Writer und Impress, verwendet werden können. |

Diese Komponenten können unabhängig voneinander installiert und verwendet werden, dem Konzept des Gesamtpakets folgend. Um unnötigen Mehraufwand zu vermeiden, werden verschiedene Funktionen, wie beispielsweise die Rechtschreibprüfung und der Thesaurus, in mehreren Komponenten verwendet.
Durch diesen modularen Aufbau ist es außerdem möglich, Plug-ins und Vorlagen Dritter zu installieren und zu verwenden. Die Möglichkeiten sind dabei kaum begrenzt und reichen von simplen Dokumentvorlagen über zusätzliche Cliparts bis hin zu komplexen Erweiterungen des Funktionsumfangs. Da die Installation von Zusätzen aus nicht vertrauenswürdigen Quellen ein Sicherheits- und Stabilitätsrisiko darstellt, eröffnete die Document Foundation im September 2011 zwei zunächst als Beta-Version gekennzeichnete Plattformen, die dieses Risiko minimieren und den Benutzer bei der Suche unterstützen sollen. Entwickler können dort Zusätze als freie Software hochladen, welche nach einer Prüfung durch ein Team aus Freiwilligen in die Datenbank aufgenommen und veröffentlicht werden. Die Datenbank soll auch Erweiterungen mit einschließen, die mit OpenOffice.org kompatibel sind. Ende Oktober 2011 wurde die Plattform als final gekennzeichnet und überschritt einen Monat später die Marke von 100 aufgelisteten Erweiterungen. Erweiterungen in LibreOffice und OpenOffice teilen sich die Dateinamenserweiterung .oxt.
LibreOffice wird zurzeit in 115 Sprachen angeboten, darunter auch Deutsch. Das Standard-Dateiformat ist OpenDocument.
LibreOffice unterstützt von sich aus, also ohne Installation eines externen PDF-Druckertreibers, auch im aktuellen Versionszweig 6.x nur PDF Version 1.4 mit einer Verschlüsselung im RC4-Verfahren, das mit Stromchiffre und Schlüssellängen bis 128 Bit als unsicher gilt (vgl. RC4#Sicherheit). Der PDF-Standard ist gebrochen (broken by design), so dass der Schutz in einen Kontainer wie zip oder rar verlagert werden sollte. Libre Office Dokumente sind mit AES256 weiterhin gut geschützt.

### Unterstützte Plattformen
LibreOffice steht für die Betriebssysteme Windows (ab XP), Linux (ab Kernel 2.6.18) und macOS (ab Version 10.4) zur Verfügung. Microsoft Windows 2000 wird ab der Version 4.0, XP und Vista ab der Version 6.0 von LibreOffice nicht mehr unterstützt. Zum Betrieb von LibreOffice 3.x unter Microsoft Windows 2000 wird der Windows Installer in Version 3.1 oder höher benötigt. Die Linux-Version benötigt mehrere Pakete und Bibliotheken Dritter, die bei der Mehrzahl der Distributionen ab Erscheinungsdatum Anfang 2007 enthalten sind. Anfang 2015 wurde ein LibreOffice-Viewer für Android veröffentlicht, um Open-Document-Textdokumente, Präsentationen und bedingt Tabellenkalkulationen ansehen zu können. Im Februar 2020 veröffentlichte Collabora seine erste offiziell unterstützte Version von LibreOffice (unter dem Markennamen Collabora Office) für Android und iOS.
Die Systemvoraussetzungen für Windows und Linux sind ein Intel-Pentium-kompatibler Prozessor (ab Intel Pentium III), 256 MB RAM und 1,5 GB Festplattenspeicher. Die Versionen für Mac benötigen einen Intel-Pentium-Prozessor, 512 MB RAM und 800 MB Festplattenspeicher und mindestens die macOS Version 10.9. Die Bildschirmauflösung sollte mindestens 1024×768 Bildpunkte betragen.
Da der Quelltext des Pakets verfügbar ist, ist eine Installation auch auf anderen Plattformen wie Solaris, FreeBSD und anderen Unix-Varianten möglich. Hierbei sind die Systemvoraussetzungen der Linux-Variante zu erfüllen. Auch Portierungen auf weitere, nicht genannte Plattformen sind möglich.

### LibreOffice Online
LibreOffice Online ist die Ausführung von LibreOffice als Online-Office. Es handelt sich dabei um eine Webapp, die auf einem Server installiert wird und die Benutzer mit einem Webbrowser nutzen können. Sie bietet eine grundlegende gemeinsame Bearbeitung von Dokumenten unter Verwendung des „Kerns“ von LibreOffice. Der Quellcode von LibreOffice Online wurde im Februar 2017 mit der Version 5.3 von LibreOffice veröffentlicht. 2016 entstand aus LibreOffice Online Collabora Online, das für die Cloud-Integration optimiert ist. Im Juni 2019 gab die CIB Software GmbH offiziell ihre Beiträge zu LibreOffice Online und „LibreOffice Online powered by CIB“ bekannt.
Im Oktober 2020 kündigte Collabora die Verlagerung ihrer Arbeit an Collabora Online von der The-Document-Foundation-Infrastruktur zu GitHub an.

### Portable Ausgabe
Unter Windows legt die Installation von LibreOffice wie auch bei anderen Programmen üblich auf der Partition C: programm- und nutzerspezifische Daten ab, was den Einsatz auf mehreren Rechnern mit Wechseldatenträgern (beispielsweise USB-Sticks oder Speicherkarten) oder auf mehreren Windows-Installationen im selben Rechner erschwert. Mit Hilfe einer portablen Ausgabe, die erstmals 2011 verfügbar wurde, ist es möglich, das Office-Paket auch ohne Installation zu verwenden. Nach dem Entpacken in die Ziel-Partition kann das portable LibreOffice mit vollem Funktionsumfang und mit den vom Nutzer gewählten Einstellungen verwendet werden; nahezu keine Daten  werden dann in die Partition C: geschrieben. Die offizielle portable Ausgabe wurde inzwischen auch in das Projekt PortableApps aufgenommen.

### LibreOffice-Box
Im Herbst 2010 wurde erstmals die LibreOffice-Box veröffentlicht. Das von der Document Foundation offiziell unterstützte Projekt stammte vom Verein Freies Office Deutschland e. V. (vormals OpenOffice.org Deutschland e. V.), der zuvor die vergleichbare OpenOffice.org PrOOo-Box anbot. Die LibreOffice-Box ist eine DVD, die – neben der Java-Laufzeitumgebung und jeweils aktuellen Version von LibreOffice für Windows, macOS und Linux – verschiedene weitere Features rund um das Projekt beinhaltet, beispielsweise Dokumentvorlagen, Cliparts und verschiedene Plug-ins wie Anaphraseus und ein Wörterbuch. Zusätzlich sind verschiedene Programme beigelegt, die im Büroalltag häufig benötigt werden, wie beispielsweise 7-Zip, Inkscape, Mozilla Firefox und Ghostscript. Für LibreOffice-Entwickler enthält die DVD neben dem Quelltext des Programms auch das Software Development Kit und verschiedene weitere Programme für Entwickler. Ende 2013 wurde das Projekt „mangels […] Mitarbeiter und fehlender Perspektive“ vorerst eingestellt.

### LibreOffice Impress Remote
Mit der Version 4.0 wurde LibreOffice Impress Remote eingeführt, mit dem Präsentationen per Bluetooth oder WLAN ferngesteuert werden können. Diese Fernsteuerung muss nur in LibreOffice selbst aktiviert werden. Die LibreOffice-Impress-Fernsteuerung gibt es als App für Android, Apple iOS und Pebbles.

## Entwicklung

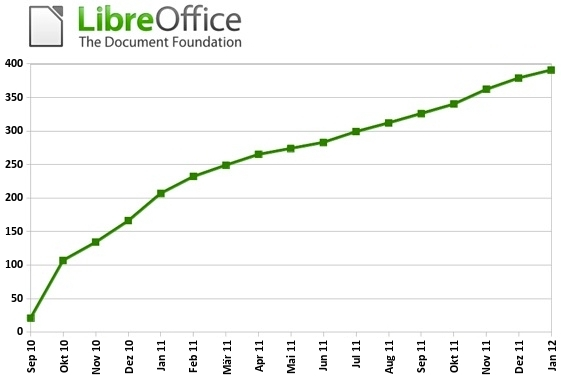
Anzahl der an LibreOffice beteiligten Entwickler von September 2010 bis Januar 2012

Bereits zum Start der Document Foundation am 28. September 2010 erschien die erste Beta-Version 3.2.99.1. Während zu diesem Zeitpunkt lediglich 20 Personen an der Entwicklung des Office-Pakets arbeiteten, ist diese Zahl bei der Veröffentlichung der stabilen Version 3.3 bereits auf über 100 gestiegen. Zwei Monate später stieg die Anzahl der Entwickler auf 150. Ein Jahr nach Gründung, im September 2011, zählte das Projekt 270 Entwickler und nochmal so viele Übersetzer. Im Jahr 2011 wuchs die Entwickleranzahl nahezu linear und stieg zum Januar 2012 auf 390 Entwickler. Die Mehrzahl dieser ist ehrenamtlich für das Projekt tätig, einige der im Projekt engagierten Unternehmen richten aber auch Mitarbeiterteams ein, die die LibreOffice-Entwicklung vorantreiben sollen.
Zum ersten Geburtstag des Projekts im September 2011 wurde die Codebasis von LibreOffice analysiert. So waren zu diesem Zeitpunkt nur noch 20 Prozent des Codes direkt auf OpenOffice.org zurückzuführen, 25 Prozent entfielen auf ehrenamtliche Entwickler und die verbleibenden 55 Prozent wurden von verschiedenen Unternehmen beigesteuert. Dabei wurden 25 Prozent der Codebasis von SUSE-Mitarbeitern und weitere 20 Prozent von Red Hat entwickelt.
In den 18 Monaten seit der Abspaltung von OpenOffice.org haben ungefähr 80 Entwickler pro Monat an über 30.000 Codebeiträgen gearbeitet.
Ein Vergleich von LibreOffice und OpenOffice im März 2014 ergab, dass LibreOffice sowohl bezüglich der Häufigkeit der Updates, als auch der Anzahl der Entwickler und deren eingereichter Änderungen weit vor OpenOffice liegt.

### Veröffentlichungszyklen und Qualitätsmanagement
Das Projekt hält den im Umfeld der freien Software üblichen sechsmonatigen Veröffentlichungszyklus im März und September seit Beginn ein. Da insbesondere von Linux-Distributoren Vorlaufzeiten erwünscht sind, sieht die Planung Veröffentlichungen jeweils einen Monat früher, im Februar und August eines jeden Jahres vor. Stabilitätsaktualisierungen, welche in der Regel ausschließlich Fehlerkorrekturen enthalten, sollen, sofern notwendig, in ungefähr monatlichen Abständen erscheinen. Da ein Entwicklungszweig ein Jahr lang mit derartigen Aktualisierungen versorgt werden soll, werden folglich vom Projekt der jeweils aktuelle und der vorausgehende Entwicklungszweig unterstützt.
Das Qualitätsmanagement der Document Foundation hat erheblichen Einfluss darauf, wem welche Veröffentlichung empfohlen wird.
Die Versionen werden in die Kategorien „Developer“, „Bleeding Edge“, „Stable“, „Very Stable“ und „Rock Solid“ eingeteilt. Selbstkompilierte Versionen, „Nightly Builds“, Vorschauversionen und Freigabekandidaten fallen grundsätzlich in die Kategorie „Developer“ und sollten ausschließlich von dieser Benutzergruppe (Softwareentwickler) verwendet werden.
Die jeweils erste Version eines neuen Entwicklungszweigs, beispielsweise 3.4.0, wird als „Bleeding Edge“ nur Early Adoptern empfohlen. Für die Verwendung im weniger professionellen Umfeld, beispielsweise für Privatanwender, ist ein Entwicklungszweig ab dem ersten Stabilitätsupdate, beispielsweise 3.4.1, geeignet; dieser wird in die Kategorie „Stable“ eingeteilt. Die Kategorie „Very Stable“, welche mit dem zweiten Stabilitätsupdate vergeben wird (Version x.x.2), richtet sich an konservative Anwender, beispielsweise kleine und mittlere Unternehmen. Als „Rock Solid“ werden Versionen betrachtet, die für Anwender geeignet sind, die eine hohe Stabilität benötigen – etwa Großunternehmen. Diesen Status erreicht das dritte Stabilitätsupdate (x.x.3). Nach den Planungen der Document Foundation wird danach ein neuer Entwicklungszweig begonnen, in dem der Zyklus von neuem beginnt. Allerdings erscheinen häufig auch Versionen x.x.4 und höher.
Anwendern, für die im neuen Entwicklungszweig noch keine Versionen erschien, wird die jeweils letzte Version des vorherigen Entwicklungszweigs, die als „Rock Solid“ gilt, empfohlen. Für Unternehmen, die professionelle Hilfe bei einer Migration erwägen, möchte die Document Foundation künftig eine Liste zertifizierter Organisationen veröffentlichen.

### Versionen und Versionsgeschichte
LibreOffice knüpft bei der Vergabe seiner Versionsnummern direkt an OpenOffice.org an. Die erste stabile Veröffentlichung lautete daher 3.3.0 und wird vom Projekt als Nachfolger von OpenOffice.org 3.2.1 betrachtet.
| 3.3 | 3.3.0  | 25.01.2011 | 17.09.2011 | Erste stabile Veröffentlichung auf Basis von OpenOffice 3.3. Auszüge aus dem Changelog: - Zeilenlimit in Calc wurde auf 1 Million angehoben - Verbesserung des RTF-Exports in Writer - Import von SVG-Dateien möglich - Neues Icon-Set (ab 3.3.1) Weitere Informationen bezüglich LibreOffice 3.3 sind im entsprechenden Unterabschnitt aufgeführt. |
| 3.3 | 3.3.1  | 23.02.2011 | 17.09.2011 | Erste stabile Veröffentlichung auf Basis von OpenOffice 3.3. Auszüge aus dem Changelog: - Zeilenlimit in Calc wurde auf 1 Million angehoben - Verbesserung des RTF-Exports in Writer - Import von SVG-Dateien möglich - Neues Icon-Set (ab 3.3.1) Weitere Informationen bezüglich LibreOffice 3.3 sind im entsprechenden Unterabschnitt aufgeführt. |
| 3.3 | 3.3.2  | 22.03.2011 | 17.09.2011 | Erste stabile Veröffentlichung auf Basis von OpenOffice 3.3. Auszüge aus dem Changelog: - Zeilenlimit in Calc wurde auf 1 Million angehoben - Verbesserung des RTF-Exports in Writer - Import von SVG-Dateien möglich - Neues Icon-Set (ab 3.3.1) Weitere Informationen bezüglich LibreOffice 3.3 sind im entsprechenden Unterabschnitt aufgeführt. |
| 3.3 | 3.3.3  | 16.06.2011 | 17.09.2011 | Erste stabile Veröffentlichung auf Basis von OpenOffice 3.3. Auszüge aus dem Changelog: - Zeilenlimit in Calc wurde auf 1 Million angehoben - Verbesserung des RTF-Exports in Writer - Import von SVG-Dateien möglich - Neues Icon-Set (ab 3.3.1) Weitere Informationen bezüglich LibreOffice 3.3 sind im entsprechenden Unterabschnitt aufgeführt. |
| 3.3 | 3.3.4  | 17.08.2011 | 17.09.2011 | Erste stabile Veröffentlichung auf Basis von OpenOffice 3.3. Auszüge aus dem Changelog: - Zeilenlimit in Calc wurde auf 1 Million angehoben - Verbesserung des RTF-Exports in Writer - Import von SVG-Dateien möglich - Neues Icon-Set (ab 3.3.1) Weitere Informationen bezüglich LibreOffice 3.3 sind im entsprechenden Unterabschnitt aufgeführt. |
| 3.4 | 3.4.0  | 03.06.2011 | 19.04.2012 | Auszüge aus dem Changelog: - Verbesserte Kompatibilität von Calc mit Excel-Formaten - Optimierung der Benutzeroberfläche in Writer, Impress und Draw - Besseres Text-Rendering unter Linux - Bereinigung des Quelltextes Weitere Informationen bezüglich LibreOffice 3.4 sind im entsprechenden Unterabschnitt aufgeführt. |
| 3.4 | 3.4.1  | 01.07.2011 | 19.04.2012 | Auszüge aus dem Changelog: - Verbesserte Kompatibilität von Calc mit Excel-Formaten - Optimierung der Benutzeroberfläche in Writer, Impress und Draw - Besseres Text-Rendering unter Linux - Bereinigung des Quelltextes Weitere Informationen bezüglich LibreOffice 3.4 sind im entsprechenden Unterabschnitt aufgeführt. |
| 3.4 | 3.4.2  | 01.08.2011 | 19.04.2012 | Auszüge aus dem Changelog: - Verbesserte Kompatibilität von Calc mit Excel-Formaten - Optimierung der Benutzeroberfläche in Writer, Impress und Draw - Besseres Text-Rendering unter Linux - Bereinigung des Quelltextes Weitere Informationen bezüglich LibreOffice 3.4 sind im entsprechenden Unterabschnitt aufgeführt. |
| 3.4 | 3.4.3  | 31.08.2011 | 19.04.2012 | Auszüge aus dem Changelog: - Verbesserte Kompatibilität von Calc mit Excel-Formaten - Optimierung der Benutzeroberfläche in Writer, Impress und Draw - Besseres Text-Rendering unter Linux - Bereinigung des Quelltextes Weitere Informationen bezüglich LibreOffice 3.4 sind im entsprechenden Unterabschnitt aufgeführt. |
| 3.4 | 3.4.4  | 09.11.2011 | 19.04.2012 | Auszüge aus dem Changelog: - Verbesserte Kompatibilität von Calc mit Excel-Formaten - Optimierung der Benutzeroberfläche in Writer, Impress und Draw - Besseres Text-Rendering unter Linux - Bereinigung des Quelltextes Weitere Informationen bezüglich LibreOffice 3.4 sind im entsprechenden Unterabschnitt aufgeführt. |
| 3.4 | 3.4.5  | 16.01.2012 | 19.04.2012 | Auszüge aus dem Changelog: - Verbesserte Kompatibilität von Calc mit Excel-Formaten - Optimierung der Benutzeroberfläche in Writer, Impress und Draw - Besseres Text-Rendering unter Linux - Bereinigung des Quelltextes Weitere Informationen bezüglich LibreOffice 3.4 sind im entsprechenden Unterabschnitt aufgeführt. |
| 3.4 | 3.4.6  | 22.03.2012 | 19.04.2012 | Auszüge aus dem Changelog: - Verbesserte Kompatibilität von Calc mit Excel-Formaten - Optimierung der Benutzeroberfläche in Writer, Impress und Draw - Besseres Text-Rendering unter Linux - Bereinigung des Quelltextes Weitere Informationen bezüglich LibreOffice 3.4 sind im entsprechenden Unterabschnitt aufgeführt. |
| 3.5 | 3.5.0  | 14.02.2012 | 08.11.2012 | Auszüge aus dem Changelog: - überarbeitete Rechtschreib- und Grammatikprüfung in Writer - verbesserter Editor für Kopf- und Fußzeilen in Writer - Calc unterstützt bis zu 10.000 Arbeitsblätter - Benachrichtigung bei neuen Programmaktualisierungen - ODF 1.2-gerechte Dokumente Weitere Informationen bezüglich LibreOffice 3.5 sind im entsprechenden Unterabschnitt aufgeführt. |
| 3.5 | 3.5.1  | 15.03.2012 | 08.11.2012 | Auszüge aus dem Changelog: - überarbeitete Rechtschreib- und Grammatikprüfung in Writer - verbesserter Editor für Kopf- und Fußzeilen in Writer - Calc unterstützt bis zu 10.000 Arbeitsblätter - Benachrichtigung bei neuen Programmaktualisierungen - ODF 1.2-gerechte Dokumente Weitere Informationen bezüglich LibreOffice 3.5 sind im entsprechenden Unterabschnitt aufgeführt. |
| 3.5 | 3.5.2  | 05.04.2012 | 08.11.2012 | Auszüge aus dem Changelog: - überarbeitete Rechtschreib- und Grammatikprüfung in Writer - verbesserter Editor für Kopf- und Fußzeilen in Writer - Calc unterstützt bis zu 10.000 Arbeitsblätter - Benachrichtigung bei neuen Programmaktualisierungen - ODF 1.2-gerechte Dokumente Weitere Informationen bezüglich LibreOffice 3.5 sind im entsprechenden Unterabschnitt aufgeführt. |
| 3.5 | 3.5.3  | 02.05.2012 | 08.11.2012 | Auszüge aus dem Changelog: - überarbeitete Rechtschreib- und Grammatikprüfung in Writer - verbesserter Editor für Kopf- und Fußzeilen in Writer - Calc unterstützt bis zu 10.000 Arbeitsblätter - Benachrichtigung bei neuen Programmaktualisierungen - ODF 1.2-gerechte Dokumente Weitere Informationen bezüglich LibreOffice 3.5 sind im entsprechenden Unterabschnitt aufgeführt. |
| 3.5 | 3.5.4  | 30.05.2012 | 08.11.2012 | Auszüge aus dem Changelog: - überarbeitete Rechtschreib- und Grammatikprüfung in Writer - verbesserter Editor für Kopf- und Fußzeilen in Writer - Calc unterstützt bis zu 10.000 Arbeitsblätter - Benachrichtigung bei neuen Programmaktualisierungen - ODF 1.2-gerechte Dokumente Weitere Informationen bezüglich LibreOffice 3.5 sind im entsprechenden Unterabschnitt aufgeführt. |
| 3.5 | 3.5.5  | 11.07.2012 | 08.11.2012 | Auszüge aus dem Changelog: - überarbeitete Rechtschreib- und Grammatikprüfung in Writer - verbesserter Editor für Kopf- und Fußzeilen in Writer - Calc unterstützt bis zu 10.000 Arbeitsblätter - Benachrichtigung bei neuen Programmaktualisierungen - ODF 1.2-gerechte Dokumente Weitere Informationen bezüglich LibreOffice 3.5 sind im entsprechenden Unterabschnitt aufgeführt. |
| 3.5 | 3.5.6  | 15.08.2012 | 08.11.2012 | Auszüge aus dem Changelog: - überarbeitete Rechtschreib- und Grammatikprüfung in Writer - verbesserter Editor für Kopf- und Fußzeilen in Writer - Calc unterstützt bis zu 10.000 Arbeitsblätter - Benachrichtigung bei neuen Programmaktualisierungen - ODF 1.2-gerechte Dokumente Weitere Informationen bezüglich LibreOffice 3.5 sind im entsprechenden Unterabschnitt aufgeführt. |
| 3.5 | 3.5.7  | 18.10.2012 | 08.11.2012 | Auszüge aus dem Changelog: - überarbeitete Rechtschreib- und Grammatikprüfung in Writer - verbesserter Editor für Kopf- und Fußzeilen in Writer - Calc unterstützt bis zu 10.000 Arbeitsblätter - Benachrichtigung bei neuen Programmaktualisierungen - ODF 1.2-gerechte Dokumente Weitere Informationen bezüglich LibreOffice 3.5 sind im entsprechenden Unterabschnitt aufgeführt. |
| 3.6 | 3.6.0  | 08.08.2012 | 15.08.2013 | Auszüge aus dem Changelog: - PDF-Export mit Wasserzeichen in Writer - SmartArts aus Word-Dokumenten können importiert werden - Verbesserter CSV-Import in Calc - Calc unterstützt Farbverläufe und Balken innerhalb von Zellen Weitere Informationen bezüglich LibreOffice 3.6 sind im entsprechenden Unterabschnitt aufgeführt. |
| 3.6 | 3.6.1  | 28.08.2012 | 15.08.2013 | Auszüge aus dem Changelog: - PDF-Export mit Wasserzeichen in Writer - SmartArts aus Word-Dokumenten können importiert werden - Verbesserter CSV-Import in Calc - Calc unterstützt Farbverläufe und Balken innerhalb von Zellen Weitere Informationen bezüglich LibreOffice 3.6 sind im entsprechenden Unterabschnitt aufgeführt. |
| 3.6 | 3.6.2  | 04.10.2012 | 15.08.2013 | Auszüge aus dem Changelog: - PDF-Export mit Wasserzeichen in Writer - SmartArts aus Word-Dokumenten können importiert werden - Verbesserter CSV-Import in Calc - Calc unterstützt Farbverläufe und Balken innerhalb von Zellen Weitere Informationen bezüglich LibreOffice 3.6 sind im entsprechenden Unterabschnitt aufgeführt. |
| 3.6 | 3.6.3  | 01.11.2012 | 15.08.2013 | Auszüge aus dem Changelog: - PDF-Export mit Wasserzeichen in Writer - SmartArts aus Word-Dokumenten können importiert werden - Verbesserter CSV-Import in Calc - Calc unterstützt Farbverläufe und Balken innerhalb von Zellen Weitere Informationen bezüglich LibreOffice 3.6 sind im entsprechenden Unterabschnitt aufgeführt. |
| 3.6 | 3.6.4  | 05.12.2012 | 15.08.2013 | Auszüge aus dem Changelog: - PDF-Export mit Wasserzeichen in Writer - SmartArts aus Word-Dokumenten können importiert werden - Verbesserter CSV-Import in Calc - Calc unterstützt Farbverläufe und Balken innerhalb von Zellen Weitere Informationen bezüglich LibreOffice 3.6 sind im entsprechenden Unterabschnitt aufgeführt. |
| 3.6 | 3.6.5  | 30.01.2013 | 15.08.2013 | Auszüge aus dem Changelog: - PDF-Export mit Wasserzeichen in Writer - SmartArts aus Word-Dokumenten können importiert werden - Verbesserter CSV-Import in Calc - Calc unterstützt Farbverläufe und Balken innerhalb von Zellen Weitere Informationen bezüglich LibreOffice 3.6 sind im entsprechenden Unterabschnitt aufgeführt. |
| 3.6 | 3.6.6  | 11.04.2013 | 15.08.2013 | Auszüge aus dem Changelog: - PDF-Export mit Wasserzeichen in Writer - SmartArts aus Word-Dokumenten können importiert werden - Verbesserter CSV-Import in Calc - Calc unterstützt Farbverläufe und Balken innerhalb von Zellen Weitere Informationen bezüglich LibreOffice 3.6 sind im entsprechenden Unterabschnitt aufgeführt. |
| 3.6 | 3.6.7  | 18.07.2013 | 15.08.2013 | Auszüge aus dem Changelog: - PDF-Export mit Wasserzeichen in Writer - SmartArts aus Word-Dokumenten können importiert werden - Verbesserter CSV-Import in Calc - Calc unterstützt Farbverläufe und Balken innerhalb von Zellen Weitere Informationen bezüglich LibreOffice 3.6 sind im entsprechenden Unterabschnitt aufgeführt. |
| 4.0 | 4.0.0  | 07.02.2013 | 21.11.2013 | Auszüge aus dem Changelog: - Kommentarfunktion für Textbereiche in Writer - Handschriftliche Anmerkungen aus Word können in Writer importiert werden - Smartphone-gestützte Präsentationssteuerung mittels Impress Remote - Integration des Adressbuches aus Mozilla Thunderbird in Base wird möglich - Abschaffung von vielen Altfunktionen, z. B. dem StarOffice-Import Weitere Informationen bezüglich LibreOffice 4.0 sind im entsprechenden Unterabschnitt aufgeführt. |
| 4.0 | 4.0.1  | 06.03.2013 | 21.11.2013 | Auszüge aus dem Changelog: - Kommentarfunktion für Textbereiche in Writer - Handschriftliche Anmerkungen aus Word können in Writer importiert werden - Smartphone-gestützte Präsentationssteuerung mittels Impress Remote - Integration des Adressbuches aus Mozilla Thunderbird in Base wird möglich - Abschaffung von vielen Altfunktionen, z. B. dem StarOffice-Import Weitere Informationen bezüglich LibreOffice 4.0 sind im entsprechenden Unterabschnitt aufgeführt. |
| 4.0 | 4.0.2  | 04.04.2013 | 21.11.2013 | Auszüge aus dem Changelog: - Kommentarfunktion für Textbereiche in Writer - Handschriftliche Anmerkungen aus Word können in Writer importiert werden - Smartphone-gestützte Präsentationssteuerung mittels Impress Remote - Integration des Adressbuches aus Mozilla Thunderbird in Base wird möglich - Abschaffung von vielen Altfunktionen, z. B. dem StarOffice-Import Weitere Informationen bezüglich LibreOffice 4.0 sind im entsprechenden Unterabschnitt aufgeführt. |
| 4.0 | 4.0.3  | 08.05.2013 | 21.11.2013 | Auszüge aus dem Changelog: - Kommentarfunktion für Textbereiche in Writer - Handschriftliche Anmerkungen aus Word können in Writer importiert werden - Smartphone-gestützte Präsentationssteuerung mittels Impress Remote - Integration des Adressbuches aus Mozilla Thunderbird in Base wird möglich - Abschaffung von vielen Altfunktionen, z. B. dem StarOffice-Import Weitere Informationen bezüglich LibreOffice 4.0 sind im entsprechenden Unterabschnitt aufgeführt. |
| 4.0 | 4.0.4  | 19.06.2013 | 21.11.2013 | Auszüge aus dem Changelog: - Kommentarfunktion für Textbereiche in Writer - Handschriftliche Anmerkungen aus Word können in Writer importiert werden - Smartphone-gestützte Präsentationssteuerung mittels Impress Remote - Integration des Adressbuches aus Mozilla Thunderbird in Base wird möglich - Abschaffung von vielen Altfunktionen, z. B. dem StarOffice-Import Weitere Informationen bezüglich LibreOffice 4.0 sind im entsprechenden Unterabschnitt aufgeführt. |
| 4.0 | 4.0.5  | 22.08.2013 | 21.11.2013 | Auszüge aus dem Changelog: - Kommentarfunktion für Textbereiche in Writer - Handschriftliche Anmerkungen aus Word können in Writer importiert werden - Smartphone-gestützte Präsentationssteuerung mittels Impress Remote - Integration des Adressbuches aus Mozilla Thunderbird in Base wird möglich - Abschaffung von vielen Altfunktionen, z. B. dem StarOffice-Import Weitere Informationen bezüglich LibreOffice 4.0 sind im entsprechenden Unterabschnitt aufgeführt. |
| 4.0 | 4.0.6  | 24.10.2013 | 21.11.2013 | Auszüge aus dem Changelog: - Kommentarfunktion für Textbereiche in Writer - Handschriftliche Anmerkungen aus Word können in Writer importiert werden - Smartphone-gestützte Präsentationssteuerung mittels Impress Remote - Integration des Adressbuches aus Mozilla Thunderbird in Base wird möglich - Abschaffung von vielen Altfunktionen, z. B. dem StarOffice-Import Weitere Informationen bezüglich LibreOffice 4.0 sind im entsprechenden Unterabschnitt aufgeführt. |
| 4.1 | 4.1.0  | 25.07.2013 | 28.05.2014 | Auszüge aus dem Changelog: - Verbesserung der Kompatibilität mit Dateiformaten aus Microsoft Office - Einbetten von Schriftarten wird möglich - Einführung einer Sidebar Weitere Informationen bezüglich LibreOffice 4.1 sind im entsprechenden Unterabschnitt aufgeführt. |
| 4.1 | 4.1.1  | 29.08.2013 | 28.05.2014 | Auszüge aus dem Changelog: - Verbesserung der Kompatibilität mit Dateiformaten aus Microsoft Office - Einbetten von Schriftarten wird möglich - Einführung einer Sidebar Weitere Informationen bezüglich LibreOffice 4.1 sind im entsprechenden Unterabschnitt aufgeführt. |
| 4.1 | 4.1.2  | 04.10.2013 | 28.05.2014 | Auszüge aus dem Changelog: - Verbesserung der Kompatibilität mit Dateiformaten aus Microsoft Office - Einbetten von Schriftarten wird möglich - Einführung einer Sidebar Weitere Informationen bezüglich LibreOffice 4.1 sind im entsprechenden Unterabschnitt aufgeführt. |
| 4.1 | 4.1.3  | 01.11.2013 | 28.05.2014 | Auszüge aus dem Changelog: - Verbesserung der Kompatibilität mit Dateiformaten aus Microsoft Office - Einbetten von Schriftarten wird möglich - Einführung einer Sidebar Weitere Informationen bezüglich LibreOffice 4.1 sind im entsprechenden Unterabschnitt aufgeführt. |
| 4.1 | 4.1.4  | 18.12.2013 | 28.05.2014 | Auszüge aus dem Changelog: - Verbesserung der Kompatibilität mit Dateiformaten aus Microsoft Office - Einbetten von Schriftarten wird möglich - Einführung einer Sidebar Weitere Informationen bezüglich LibreOffice 4.1 sind im entsprechenden Unterabschnitt aufgeführt. |
| 4.1 | 4.1.5  | 11.02.2014 | 28.05.2014 | Auszüge aus dem Changelog: - Verbesserung der Kompatibilität mit Dateiformaten aus Microsoft Office - Einbetten von Schriftarten wird möglich - Einführung einer Sidebar Weitere Informationen bezüglich LibreOffice 4.1 sind im entsprechenden Unterabschnitt aufgeführt. |
| 4.1 | 4.1.6  | 29.04.2014 | 28.05.2014 | Auszüge aus dem Changelog: - Verbesserung der Kompatibilität mit Dateiformaten aus Microsoft Office - Einbetten von Schriftarten wird möglich - Einführung einer Sidebar Weitere Informationen bezüglich LibreOffice 4.1 sind im entsprechenden Unterabschnitt aufgeführt. |
| 4.2 | 4.2.0  | 30.01.2014 | 6.01.2015  | Auszüge aus dem Changelog: - Bessere Integration von LibreOffice in Windows 7 und 8 - Verbesserte Performance bei der Verarbeitung großer Datenmengen in Calc - Erhöhte Kompatibilität beim Austausch von Fremdformaten - Diverse Layout-Verbesserungen Weitere Informationen bezüglich LibreOffice 4.2 sind im entsprechenden Unterabschnitt aufgeführt. |
| 4.2 | 4.2.1  | 20.02.2014 | 6.01.2015  | Auszüge aus dem Changelog: - Bessere Integration von LibreOffice in Windows 7 und 8 - Verbesserte Performance bei der Verarbeitung großer Datenmengen in Calc - Erhöhte Kompatibilität beim Austausch von Fremdformaten - Diverse Layout-Verbesserungen Weitere Informationen bezüglich LibreOffice 4.2 sind im entsprechenden Unterabschnitt aufgeführt. |
| 4.2 | 4.2.2  | 23.03.2014 | 6.01.2015  | Auszüge aus dem Changelog: - Bessere Integration von LibreOffice in Windows 7 und 8 - Verbesserte Performance bei der Verarbeitung großer Datenmengen in Calc - Erhöhte Kompatibilität beim Austausch von Fremdformaten - Diverse Layout-Verbesserungen Weitere Informationen bezüglich LibreOffice 4.2 sind im entsprechenden Unterabschnitt aufgeführt. |
| 4.2 | 4.2.3  | 10.04.2014 | 6.01.2015  | Auszüge aus dem Changelog: - Bessere Integration von LibreOffice in Windows 7 und 8 - Verbesserte Performance bei der Verarbeitung großer Datenmengen in Calc - Erhöhte Kompatibilität beim Austausch von Fremdformaten - Diverse Layout-Verbesserungen Weitere Informationen bezüglich LibreOffice 4.2 sind im entsprechenden Unterabschnitt aufgeführt. |
| 4.2 | 4.2.4  | 08.05.2014 | 6.01.2015  | Auszüge aus dem Changelog: - Bessere Integration von LibreOffice in Windows 7 und 8 - Verbesserte Performance bei der Verarbeitung großer Datenmengen in Calc - Erhöhte Kompatibilität beim Austausch von Fremdformaten - Diverse Layout-Verbesserungen Weitere Informationen bezüglich LibreOffice 4.2 sind im entsprechenden Unterabschnitt aufgeführt. |
| 4.2 | 4.2.5  | 20.06.2014 | 6.01.2015  | Auszüge aus dem Changelog: - Bessere Integration von LibreOffice in Windows 7 und 8 - Verbesserte Performance bei der Verarbeitung großer Datenmengen in Calc - Erhöhte Kompatibilität beim Austausch von Fremdformaten - Diverse Layout-Verbesserungen Weitere Informationen bezüglich LibreOffice 4.2 sind im entsprechenden Unterabschnitt aufgeführt. |
| 4.2 | 4.2.6  | 05.08.2014 | 6.01.2015  | Auszüge aus dem Changelog: - Bessere Integration von LibreOffice in Windows 7 und 8 - Verbesserte Performance bei der Verarbeitung großer Datenmengen in Calc - Erhöhte Kompatibilität beim Austausch von Fremdformaten - Diverse Layout-Verbesserungen Weitere Informationen bezüglich LibreOffice 4.2 sind im entsprechenden Unterabschnitt aufgeführt. |
| 4.2 | 4.2.7  | 30.10.2014 | 6.01.2015  | Auszüge aus dem Changelog: - Bessere Integration von LibreOffice in Windows 7 und 8 - Verbesserte Performance bei der Verarbeitung großer Datenmengen in Calc - Erhöhte Kompatibilität beim Austausch von Fremdformaten - Diverse Layout-Verbesserungen Weitere Informationen bezüglich LibreOffice 4.2 sind im entsprechenden Unterabschnitt aufgeführt. |
| 4.2 | 4.2.8  | 12.12.2014 | 6.01.2015  | Auszüge aus dem Changelog: - Bessere Integration von LibreOffice in Windows 7 und 8 - Verbesserte Performance bei der Verarbeitung großer Datenmengen in Calc - Erhöhte Kompatibilität beim Austausch von Fremdformaten - Diverse Layout-Verbesserungen Weitere Informationen bezüglich LibreOffice 4.2 sind im entsprechenden Unterabschnitt aufgeführt. |
| 4.3 | 4.3.0  | 30.07.2014 | 27.05.2015 | Auszüge aus dem Changelog: - Unterstützung für animierte 3D-Modelle in Impress - Verbesserung der Kommentarfunktion in Writer - Verbesserungen an den Filtern für OOXML - Verbesserungen in Calc für intuitiveres Arbeiten Weitere Informationen bezüglich LibreOffice 4.3 sind im entsprechenden Unterabschnitt aufgeführt. |
| 4.3 | 4.3.1  | 28.08.2014 | 27.05.2015 | Auszüge aus dem Changelog: - Unterstützung für animierte 3D-Modelle in Impress - Verbesserung der Kommentarfunktion in Writer - Verbesserungen an den Filtern für OOXML - Verbesserungen in Calc für intuitiveres Arbeiten Weitere Informationen bezüglich LibreOffice 4.3 sind im entsprechenden Unterabschnitt aufgeführt. |
| 4.3 | 4.3.2  | 25.09.2014 | 27.05.2015 | Auszüge aus dem Changelog: - Unterstützung für animierte 3D-Modelle in Impress - Verbesserung der Kommentarfunktion in Writer - Verbesserungen an den Filtern für OOXML - Verbesserungen in Calc für intuitiveres Arbeiten Weitere Informationen bezüglich LibreOffice 4.3 sind im entsprechenden Unterabschnitt aufgeführt. |
| 4.3 | 4.3.3  | 30.10.2014 | 27.05.2015 | Auszüge aus dem Changelog: - Unterstützung für animierte 3D-Modelle in Impress - Verbesserung der Kommentarfunktion in Writer - Verbesserungen an den Filtern für OOXML - Verbesserungen in Calc für intuitiveres Arbeiten Weitere Informationen bezüglich LibreOffice 4.3 sind im entsprechenden Unterabschnitt aufgeführt. |
| 4.3 | 4.3.4  | 14.11.2014 | 27.05.2015 | Auszüge aus dem Changelog: - Unterstützung für animierte 3D-Modelle in Impress - Verbesserung der Kommentarfunktion in Writer - Verbesserungen an den Filtern für OOXML - Verbesserungen in Calc für intuitiveres Arbeiten Weitere Informationen bezüglich LibreOffice 4.3 sind im entsprechenden Unterabschnitt aufgeführt. |
| 4.3 | 4.3.5  | 18.12.2014 | 27.05.2015 | Auszüge aus dem Changelog: - Unterstützung für animierte 3D-Modelle in Impress - Verbesserung der Kommentarfunktion in Writer - Verbesserungen an den Filtern für OOXML - Verbesserungen in Calc für intuitiveres Arbeiten Weitere Informationen bezüglich LibreOffice 4.3 sind im entsprechenden Unterabschnitt aufgeführt. |
| 4.3 | 4.3.6  | 20.02.2015 | 27.05.2015 | Auszüge aus dem Changelog: - Unterstützung für animierte 3D-Modelle in Impress - Verbesserung der Kommentarfunktion in Writer - Verbesserungen an den Filtern für OOXML - Verbesserungen in Calc für intuitiveres Arbeiten Weitere Informationen bezüglich LibreOffice 4.3 sind im entsprechenden Unterabschnitt aufgeführt. |
| 4.3 | 4.3.7  | 25.04.2015 | 27.05.2015 | Auszüge aus dem Changelog: - Unterstützung für animierte 3D-Modelle in Impress - Verbesserung der Kommentarfunktion in Writer - Verbesserungen an den Filtern für OOXML - Verbesserungen in Calc für intuitiveres Arbeiten Weitere Informationen bezüglich LibreOffice 4.3 sind im entsprechenden Unterabschnitt aufgeführt. |
| 4.4 | 4.4.0  | 29.01.2015 | 31.12.2015 | Auszüge aus dem Changelog: - Überarbeitung der Bedieneroberfläche - Vorstellung neuer Standardschriftarten in Writer - Digitales Signieren von PDF-Dokumenten während des Exports wird möglich - Verbesserung des Import und Export von Microsoft-Formaten Weitere Informationen bezüglich LibreOffice 4.4 sind im entsprechenden Unterabschnitt aufgeführt. |
| 4.4 | 4.4.1  | 26.02.2015 | 31.12.2015 | Auszüge aus dem Changelog: - Überarbeitung der Bedieneroberfläche - Vorstellung neuer Standardschriftarten in Writer - Digitales Signieren von PDF-Dokumenten während des Exports wird möglich - Verbesserung des Import und Export von Microsoft-Formaten Weitere Informationen bezüglich LibreOffice 4.4 sind im entsprechenden Unterabschnitt aufgeführt. |
| 4.4 | 4.4.2  | 02.04.2015 | 31.12.2015 | Auszüge aus dem Changelog: - Überarbeitung der Bedieneroberfläche - Vorstellung neuer Standardschriftarten in Writer - Digitales Signieren von PDF-Dokumenten während des Exports wird möglich - Verbesserung des Import und Export von Microsoft-Formaten Weitere Informationen bezüglich LibreOffice 4.4 sind im entsprechenden Unterabschnitt aufgeführt. |
| 4.4 | 4.4.3  | 07.05.2015 | 31.12.2015 | Auszüge aus dem Changelog: - Überarbeitung der Bedieneroberfläche - Vorstellung neuer Standardschriftarten in Writer - Digitales Signieren von PDF-Dokumenten während des Exports wird möglich - Verbesserung des Import und Export von Microsoft-Formaten Weitere Informationen bezüglich LibreOffice 4.4 sind im entsprechenden Unterabschnitt aufgeführt. |
| 4.4 | 4.4.4  | 30.06.2015 | 31.12.2015 | Auszüge aus dem Changelog: - Überarbeitung der Bedieneroberfläche - Vorstellung neuer Standardschriftarten in Writer - Digitales Signieren von PDF-Dokumenten während des Exports wird möglich - Verbesserung des Import und Export von Microsoft-Formaten Weitere Informationen bezüglich LibreOffice 4.4 sind im entsprechenden Unterabschnitt aufgeführt. |
| 4.4 | 4.4.5  | 30.07.2015 | 31.12.2015 | Auszüge aus dem Changelog: - Überarbeitung der Bedieneroberfläche - Vorstellung neuer Standardschriftarten in Writer - Digitales Signieren von PDF-Dokumenten während des Exports wird möglich - Verbesserung des Import und Export von Microsoft-Formaten Weitere Informationen bezüglich LibreOffice 4.4 sind im entsprechenden Unterabschnitt aufgeführt. |
| 4.4 | 4.4.6  | 03.11.2015 | 31.12.2015 | Auszüge aus dem Changelog: - Überarbeitung der Bedieneroberfläche - Vorstellung neuer Standardschriftarten in Writer - Digitales Signieren von PDF-Dokumenten während des Exports wird möglich - Verbesserung des Import und Export von Microsoft-Formaten Weitere Informationen bezüglich LibreOffice 4.4 sind im entsprechenden Unterabschnitt aufgeführt. |
| 4.4 | 4.4.7  | 10.12.2015 | 31.12.2015 | Auszüge aus dem Changelog: - Überarbeitung der Bedieneroberfläche - Vorstellung neuer Standardschriftarten in Writer - Digitales Signieren von PDF-Dokumenten während des Exports wird möglich - Verbesserung des Import und Export von Microsoft-Formaten Weitere Informationen bezüglich LibreOffice 4.4 sind im entsprechenden Unterabschnitt aufgeführt. |
| 5.0 | 5.0.0  | 05.08.2015 | 29.05.2016 | Auszüge aus dem Changelog: - Für Windows wird LibreOffice nun auch als 64-Bit-Version angeboten - Neues Icon-Set Breeze zur besseren optischen Integration in KDE Plasma 5 - Textbearbeitung wird unter Android möglich - Direktes Zuschneiden von Bildmaterial im Dokument - Vereinfachte Reihen- und Spaltenbezüge in Calc Weitere Informationen bezüglich LibreOffice 5.0 sind im entsprechenden Unterabschnitt aufgeführt. |
| 5.0 | 5.0.1  | 27.08.2015 | 29.05.2016 | Auszüge aus dem Changelog: - Für Windows wird LibreOffice nun auch als 64-Bit-Version angeboten - Neues Icon-Set Breeze zur besseren optischen Integration in KDE Plasma 5 - Textbearbeitung wird unter Android möglich - Direktes Zuschneiden von Bildmaterial im Dokument - Vereinfachte Reihen- und Spaltenbezüge in Calc Weitere Informationen bezüglich LibreOffice 5.0 sind im entsprechenden Unterabschnitt aufgeführt. |
| 5.0 | 5.0.2  | 23.09.2015 | 29.05.2016 | Auszüge aus dem Changelog: - Für Windows wird LibreOffice nun auch als 64-Bit-Version angeboten - Neues Icon-Set Breeze zur besseren optischen Integration in KDE Plasma 5 - Textbearbeitung wird unter Android möglich - Direktes Zuschneiden von Bildmaterial im Dokument - Vereinfachte Reihen- und Spaltenbezüge in Calc Weitere Informationen bezüglich LibreOffice 5.0 sind im entsprechenden Unterabschnitt aufgeführt. |
| 5.0 | 5.0.3  | 03.11.2015 | 29.05.2016 | Auszüge aus dem Changelog: - Für Windows wird LibreOffice nun auch als 64-Bit-Version angeboten - Neues Icon-Set Breeze zur besseren optischen Integration in KDE Plasma 5 - Textbearbeitung wird unter Android möglich - Direktes Zuschneiden von Bildmaterial im Dokument - Vereinfachte Reihen- und Spaltenbezüge in Calc Weitere Informationen bezüglich LibreOffice 5.0 sind im entsprechenden Unterabschnitt aufgeführt. |
| 5.0 | 5.0.4  | 17.12.2015 | 29.05.2016 | Auszüge aus dem Changelog: - Für Windows wird LibreOffice nun auch als 64-Bit-Version angeboten - Neues Icon-Set Breeze zur besseren optischen Integration in KDE Plasma 5 - Textbearbeitung wird unter Android möglich - Direktes Zuschneiden von Bildmaterial im Dokument - Vereinfachte Reihen- und Spaltenbezüge in Calc Weitere Informationen bezüglich LibreOffice 5.0 sind im entsprechenden Unterabschnitt aufgeführt. |
| 5.0 | 5.0.5  | 15.02.2016 | 29.05.2016 | Auszüge aus dem Changelog: - Für Windows wird LibreOffice nun auch als 64-Bit-Version angeboten - Neues Icon-Set Breeze zur besseren optischen Integration in KDE Plasma 5 - Textbearbeitung wird unter Android möglich - Direktes Zuschneiden von Bildmaterial im Dokument - Vereinfachte Reihen- und Spaltenbezüge in Calc Weitere Informationen bezüglich LibreOffice 5.0 sind im entsprechenden Unterabschnitt aufgeführt. |
| 5.0 | 5.0.6  | 05.05.2016 | 29.05.2016 | Auszüge aus dem Changelog: - Für Windows wird LibreOffice nun auch als 64-Bit-Version angeboten - Neues Icon-Set Breeze zur besseren optischen Integration in KDE Plasma 5 - Textbearbeitung wird unter Android möglich - Direktes Zuschneiden von Bildmaterial im Dokument - Vereinfachte Reihen- und Spaltenbezüge in Calc Weitere Informationen bezüglich LibreOffice 5.0 sind im entsprechenden Unterabschnitt aufgeführt. |
| 5.1 | 5.1.0  | 10.02.2016 | 27.11.2016 | Auszüge aus dem Changelog: - PNG-Export in Writer, Calc und Impress - Import folgender Formate unterstützt: Gnumeric (nur Linux), Microsoft Write, Apple Keynote 6 (basierend auf librevenge) - In Writer wurde ein Hauptmenü „Styles“ („Vorlagen“) eingefügt - Writer: weiße Fläche zwischen Seiten kann versteckt werden (ab 5.1.1) Weitere Informationen bezüglich LibreOffice 5.1 sind im entsprechenden Unterabschnitt aufgeführt. |
| 5.1 | 5.1.1  | 10.03.2016 | 27.11.2016 | Auszüge aus dem Changelog: - PNG-Export in Writer, Calc und Impress - Import folgender Formate unterstützt: Gnumeric (nur Linux), Microsoft Write, Apple Keynote 6 (basierend auf librevenge) - In Writer wurde ein Hauptmenü „Styles“ („Vorlagen“) eingefügt - Writer: weiße Fläche zwischen Seiten kann versteckt werden (ab 5.1.1) Weitere Informationen bezüglich LibreOffice 5.1 sind im entsprechenden Unterabschnitt aufgeführt. |
| 5.1 | 5.1.2  | 07.04.2016 | 27.11.2016 | Auszüge aus dem Changelog: - PNG-Export in Writer, Calc und Impress - Import folgender Formate unterstützt: Gnumeric (nur Linux), Microsoft Write, Apple Keynote 6 (basierend auf librevenge) - In Writer wurde ein Hauptmenü „Styles“ („Vorlagen“) eingefügt - Writer: weiße Fläche zwischen Seiten kann versteckt werden (ab 5.1.1) Weitere Informationen bezüglich LibreOffice 5.1 sind im entsprechenden Unterabschnitt aufgeführt. |
| 5.1 | 5.1.3  | 12.05.2016 | 27.11.2016 | Auszüge aus dem Changelog: - PNG-Export in Writer, Calc und Impress - Import folgender Formate unterstützt: Gnumeric (nur Linux), Microsoft Write, Apple Keynote 6 (basierend auf librevenge) - In Writer wurde ein Hauptmenü „Styles“ („Vorlagen“) eingefügt - Writer: weiße Fläche zwischen Seiten kann versteckt werden (ab 5.1.1) Weitere Informationen bezüglich LibreOffice 5.1 sind im entsprechenden Unterabschnitt aufgeführt. |
| 5.1 | 5.1.4  | 23.06.2016 | 27.11.2016 | Auszüge aus dem Changelog: - PNG-Export in Writer, Calc und Impress - Import folgender Formate unterstützt: Gnumeric (nur Linux), Microsoft Write, Apple Keynote 6 (basierend auf librevenge) - In Writer wurde ein Hauptmenü „Styles“ („Vorlagen“) eingefügt - Writer: weiße Fläche zwischen Seiten kann versteckt werden (ab 5.1.1) Weitere Informationen bezüglich LibreOffice 5.1 sind im entsprechenden Unterabschnitt aufgeführt. |
| 5.1 | 5.1.5  | 03.08.2016 | 27.11.2016 | Auszüge aus dem Changelog: - PNG-Export in Writer, Calc und Impress - Import folgender Formate unterstützt: Gnumeric (nur Linux), Microsoft Write, Apple Keynote 6 (basierend auf librevenge) - In Writer wurde ein Hauptmenü „Styles“ („Vorlagen“) eingefügt - Writer: weiße Fläche zwischen Seiten kann versteckt werden (ab 5.1.1) Weitere Informationen bezüglich LibreOffice 5.1 sind im entsprechenden Unterabschnitt aufgeführt. |
| 5.1 | 5.1.6  | 27.10.2016 | 27.11.2016 | Auszüge aus dem Changelog: - PNG-Export in Writer, Calc und Impress - Import folgender Formate unterstützt: Gnumeric (nur Linux), Microsoft Write, Apple Keynote 6 (basierend auf librevenge) - In Writer wurde ein Hauptmenü „Styles“ („Vorlagen“) eingefügt - Writer: weiße Fläche zwischen Seiten kann versteckt werden (ab 5.1.1) Weitere Informationen bezüglich LibreOffice 5.1 sind im entsprechenden Unterabschnitt aufgeführt. |
| 5.2 | 5.2.0  | 03.08.2016 | 04.06.2017 | Auszüge aus dem Changelog: - vereinfachte Darstellung der Werkzeugleiste - Unterstützung für den Standard des TSCP zur Dokumentenklassifizierung - verbesserter Import von verknüpften Grafiken in DOCX- und RTF-Dokumenten |
| 5.2 | 5.2.1  | 07.09.2016 | 04.06.2017 | Auszüge aus dem Changelog: - vereinfachte Darstellung der Werkzeugleiste - Unterstützung für den Standard des TSCP zur Dokumentenklassifizierung - verbesserter Import von verknüpften Grafiken in DOCX- und RTF-Dokumenten |
| 5.2 | 5.2.2  | 29.09.2016 | 04.06.2017 | Auszüge aus dem Changelog: - vereinfachte Darstellung der Werkzeugleiste - Unterstützung für den Standard des TSCP zur Dokumentenklassifizierung - verbesserter Import von verknüpften Grafiken in DOCX- und RTF-Dokumenten |
| 5.2 | 5.2.3  | 03.11.2016 | 04.06.2017 | Auszüge aus dem Changelog: - vereinfachte Darstellung der Werkzeugleiste - Unterstützung für den Standard des TSCP zur Dokumentenklassifizierung - verbesserter Import von verknüpften Grafiken in DOCX- und RTF-Dokumenten |
| 5.2 | 5.2.4  | 22.12.2016 | 04.06.2017 | Auszüge aus dem Changelog: - vereinfachte Darstellung der Werkzeugleiste - Unterstützung für den Standard des TSCP zur Dokumentenklassifizierung - verbesserter Import von verknüpften Grafiken in DOCX- und RTF-Dokumenten |
| 5.2 | 5.2.5  | 26.01.2017 | 04.06.2017 | Auszüge aus dem Changelog: - vereinfachte Darstellung der Werkzeugleiste - Unterstützung für den Standard des TSCP zur Dokumentenklassifizierung - verbesserter Import von verknüpften Grafiken in DOCX- und RTF-Dokumenten |
| 5.2 | 5.2.6  | 09.03.2017 | 04.06.2017 | Auszüge aus dem Changelog: - vereinfachte Darstellung der Werkzeugleiste - Unterstützung für den Standard des TSCP zur Dokumentenklassifizierung - verbesserter Import von verknüpften Grafiken in DOCX- und RTF-Dokumenten |
| 5.2 | 5.2.7  | 09.05.2017 | 04.06.2017 | Auszüge aus dem Changelog: - vereinfachte Darstellung der Werkzeugleiste - Unterstützung für den Standard des TSCP zur Dokumentenklassifizierung - verbesserter Import von verknüpften Grafiken in DOCX- und RTF-Dokumenten |
| 5.3 | 5.3.0  | 01.02.2017 | 26.11.2017 | Auszüge aus dem Changelog: - Tabellenstile in Writer - Pfeil-Toolbox in Writer und Calc - höhere Kompatibilität mit ODF 1.2 - Vorlagenauswahl-Dialog für Impress - Umstellung auf Firebird 3.0 - HarfBuzz als text layout engine - mehr Möglichkeiten für digitale Signaturen - Verbesserungen am XLSX-Filter - Neuer Importfilter für StarOffice v3–v5 - Besser konfigurierbare Oberfläche („Muffin“) Des Weiteren wird zum ersten Mal der Source-Code von LibreOffice Online mit freigegeben. |
| 5.3 | 5.3.1  | 16.03.2017 | 26.11.2017 | Auszüge aus dem Changelog: - Tabellenstile in Writer - Pfeil-Toolbox in Writer und Calc - höhere Kompatibilität mit ODF 1.2 - Vorlagenauswahl-Dialog für Impress - Umstellung auf Firebird 3.0 - HarfBuzz als text layout engine - mehr Möglichkeiten für digitale Signaturen - Verbesserungen am XLSX-Filter - Neuer Importfilter für StarOffice v3–v5 - Besser konfigurierbare Oberfläche („Muffin“) Des Weiteren wird zum ersten Mal der Source-Code von LibreOffice Online mit freigegeben. |
| 5.3 | 5.3.2  | 06.04.2017 | 26.11.2017 | Auszüge aus dem Changelog: - Tabellenstile in Writer - Pfeil-Toolbox in Writer und Calc - höhere Kompatibilität mit ODF 1.2 - Vorlagenauswahl-Dialog für Impress - Umstellung auf Firebird 3.0 - HarfBuzz als text layout engine - mehr Möglichkeiten für digitale Signaturen - Verbesserungen am XLSX-Filter - Neuer Importfilter für StarOffice v3–v5 - Besser konfigurierbare Oberfläche („Muffin“) Des Weiteren wird zum ersten Mal der Source-Code von LibreOffice Online mit freigegeben. |
| 5.3 | 5.3.3  | 11.05.2017 | 26.11.2017 | Auszüge aus dem Changelog: - Tabellenstile in Writer - Pfeil-Toolbox in Writer und Calc - höhere Kompatibilität mit ODF 1.2 - Vorlagenauswahl-Dialog für Impress - Umstellung auf Firebird 3.0 - HarfBuzz als text layout engine - mehr Möglichkeiten für digitale Signaturen - Verbesserungen am XLSX-Filter - Neuer Importfilter für StarOffice v3–v5 - Besser konfigurierbare Oberfläche („Muffin“) Des Weiteren wird zum ersten Mal der Source-Code von LibreOffice Online mit freigegeben. |
| 5.3 | 5.3.4  | 26.06.2017 | 26.11.2017 | Auszüge aus dem Changelog: - Tabellenstile in Writer - Pfeil-Toolbox in Writer und Calc - höhere Kompatibilität mit ODF 1.2 - Vorlagenauswahl-Dialog für Impress - Umstellung auf Firebird 3.0 - HarfBuzz als text layout engine - mehr Möglichkeiten für digitale Signaturen - Verbesserungen am XLSX-Filter - Neuer Importfilter für StarOffice v3–v5 - Besser konfigurierbare Oberfläche („Muffin“) Des Weiteren wird zum ersten Mal der Source-Code von LibreOffice Online mit freigegeben. |
| 5.3 | 5.3.5  | 03.08.2017 | 26.11.2017 | Auszüge aus dem Changelog: - Tabellenstile in Writer - Pfeil-Toolbox in Writer und Calc - höhere Kompatibilität mit ODF 1.2 - Vorlagenauswahl-Dialog für Impress - Umstellung auf Firebird 3.0 - HarfBuzz als text layout engine - mehr Möglichkeiten für digitale Signaturen - Verbesserungen am XLSX-Filter - Neuer Importfilter für StarOffice v3–v5 - Besser konfigurierbare Oberfläche („Muffin“) Des Weiteren wird zum ersten Mal der Source-Code von LibreOffice Online mit freigegeben. |
| 5.3 | 5.3.6  | 31.08.2017 | 26.11.2017 | Auszüge aus dem Changelog: - Tabellenstile in Writer - Pfeil-Toolbox in Writer und Calc - höhere Kompatibilität mit ODF 1.2 - Vorlagenauswahl-Dialog für Impress - Umstellung auf Firebird 3.0 - HarfBuzz als text layout engine - mehr Möglichkeiten für digitale Signaturen - Verbesserungen am XLSX-Filter - Neuer Importfilter für StarOffice v3–v5 - Besser konfigurierbare Oberfläche („Muffin“) Des Weiteren wird zum ersten Mal der Source-Code von LibreOffice Online mit freigegeben. |
| 5.3 | 5.3.7  | 02.11.2017 | 26.11.2017 | Auszüge aus dem Changelog: - Tabellenstile in Writer - Pfeil-Toolbox in Writer und Calc - höhere Kompatibilität mit ODF 1.2 - Vorlagenauswahl-Dialog für Impress - Umstellung auf Firebird 3.0 - HarfBuzz als text layout engine - mehr Möglichkeiten für digitale Signaturen - Verbesserungen am XLSX-Filter - Neuer Importfilter für StarOffice v3–v5 - Besser konfigurierbare Oberfläche („Muffin“) Des Weiteren wird zum ersten Mal der Source-Code von LibreOffice Online mit freigegeben. |
| 5.4 | 5.4.0  | 28.07.2017 | 11.06.2018 | Auszüge aus dem Changelog: - Verbesserungen beim Export von Aufzählungen - Überarbeitung der Zell- und Blattschutzoptionen - Unterstützung von Pivot-Diagrammen - mehr Möglichkeiten für digitale Signaturen - Verbesserungen an den EMF+- und PDF-Importfiltern - Letzte Version mit Unterstützung für Windows XP, Windows Vista und macOS 10.8 |
| 5.4 | 5.4.1  | 31.08.2017 | 11.06.2018 | Auszüge aus dem Changelog: - Verbesserungen beim Export von Aufzählungen - Überarbeitung der Zell- und Blattschutzoptionen - Unterstützung von Pivot-Diagrammen - mehr Möglichkeiten für digitale Signaturen - Verbesserungen an den EMF+- und PDF-Importfiltern - Letzte Version mit Unterstützung für Windows XP, Windows Vista und macOS 10.8 |
| 5.4 | 5.4.2  | 05.10.2017 | 11.06.2018 | Auszüge aus dem Changelog: - Verbesserungen beim Export von Aufzählungen - Überarbeitung der Zell- und Blattschutzoptionen - Unterstützung von Pivot-Diagrammen - mehr Möglichkeiten für digitale Signaturen - Verbesserungen an den EMF+- und PDF-Importfiltern - Letzte Version mit Unterstützung für Windows XP, Windows Vista und macOS 10.8 |
| 5.4 | 5.4.3  | 09.11.2017 | 11.06.2018 | Auszüge aus dem Changelog: - Verbesserungen beim Export von Aufzählungen - Überarbeitung der Zell- und Blattschutzoptionen - Unterstützung von Pivot-Diagrammen - mehr Möglichkeiten für digitale Signaturen - Verbesserungen an den EMF+- und PDF-Importfiltern - Letzte Version mit Unterstützung für Windows XP, Windows Vista und macOS 10.8 |
| 5.4 | 5.4.4  | 20.12.2017 | 11.06.2018 | Auszüge aus dem Changelog: - Verbesserungen beim Export von Aufzählungen - Überarbeitung der Zell- und Blattschutzoptionen - Unterstützung von Pivot-Diagrammen - mehr Möglichkeiten für digitale Signaturen - Verbesserungen an den EMF+- und PDF-Importfiltern - Letzte Version mit Unterstützung für Windows XP, Windows Vista und macOS 10.8 |
| 5.4 | 5.4.5  | 09.02.2018 | 11.06.2018 | Auszüge aus dem Changelog: - Verbesserungen beim Export von Aufzählungen - Überarbeitung der Zell- und Blattschutzoptionen - Unterstützung von Pivot-Diagrammen - mehr Möglichkeiten für digitale Signaturen - Verbesserungen an den EMF+- und PDF-Importfiltern - Letzte Version mit Unterstützung für Windows XP, Windows Vista und macOS 10.8 |
| 5.4 | 5.4.6  | 22.03.2018 | 11.06.2018 | Auszüge aus dem Changelog: - Verbesserungen beim Export von Aufzählungen - Überarbeitung der Zell- und Blattschutzoptionen - Unterstützung von Pivot-Diagrammen - mehr Möglichkeiten für digitale Signaturen - Verbesserungen an den EMF+- und PDF-Importfiltern - Letzte Version mit Unterstützung für Windows XP, Windows Vista und macOS 10.8 |
| 5.4 | 5.4.7  | 17.05.2018 | 11.06.2018 | Auszüge aus dem Changelog: - Verbesserungen beim Export von Aufzählungen - Überarbeitung der Zell- und Blattschutzoptionen - Unterstützung von Pivot-Diagrammen - mehr Möglichkeiten für digitale Signaturen - Verbesserungen an den EMF+- und PDF-Importfiltern - Letzte Version mit Unterstützung für Windows XP, Windows Vista und macOS 10.8 |
| 6.0 | 6.0.0  | 31.01.2018 | 26.11.2018 | Auszüge aus dem Changelog: Viele Detailänderungen; u. a. - Direkt-Cursor in Writer, Drehen von Bildern - neue Datenquellen für Serienbriefe - neue Standardformate für Tabellen - erweiterte Rechtschreibprüfung - Zellbereiche mit Formeln können aus Calc als Bilder exportiert werden - OpenPGP-Schlüssel werden mit Zusatzsoftware unterstützt. |
| 6.0 | 6.0.1  | 09.02.2018 | 26.11.2018 | Auszüge aus dem Changelog: Viele Detailänderungen; u. a. - Direkt-Cursor in Writer, Drehen von Bildern - neue Datenquellen für Serienbriefe - neue Standardformate für Tabellen - erweiterte Rechtschreibprüfung - Zellbereiche mit Formeln können aus Calc als Bilder exportiert werden - OpenPGP-Schlüssel werden mit Zusatzsoftware unterstützt. |
| 6.0 | 6.0.2  | 01.03.018  | 26.11.2018 | Auszüge aus dem Changelog: Viele Detailänderungen; u. a. - Direkt-Cursor in Writer, Drehen von Bildern - neue Datenquellen für Serienbriefe - neue Standardformate für Tabellen - erweiterte Rechtschreibprüfung - Zellbereiche mit Formeln können aus Calc als Bilder exportiert werden - OpenPGP-Schlüssel werden mit Zusatzsoftware unterstützt. |
| 6.0 | 6.0.3  | 05.04.2018 | 26.11.2018 | Auszüge aus dem Changelog: Viele Detailänderungen; u. a. - Direkt-Cursor in Writer, Drehen von Bildern - neue Datenquellen für Serienbriefe - neue Standardformate für Tabellen - erweiterte Rechtschreibprüfung - Zellbereiche mit Formeln können aus Calc als Bilder exportiert werden - OpenPGP-Schlüssel werden mit Zusatzsoftware unterstützt. |
| 6.0 | 6.0.4  | 09.05.2018 | 26.11.2018 | Auszüge aus dem Changelog: Viele Detailänderungen; u. a. - Direkt-Cursor in Writer, Drehen von Bildern - neue Datenquellen für Serienbriefe - neue Standardformate für Tabellen - erweiterte Rechtschreibprüfung - Zellbereiche mit Formeln können aus Calc als Bilder exportiert werden - OpenPGP-Schlüssel werden mit Zusatzsoftware unterstützt. |
| 6.0 | 6.0.5  | 22.06.2018 | 26.11.2018 | Auszüge aus dem Changelog: Viele Detailänderungen; u. a. - Direkt-Cursor in Writer, Drehen von Bildern - neue Datenquellen für Serienbriefe - neue Standardformate für Tabellen - erweiterte Rechtschreibprüfung - Zellbereiche mit Formeln können aus Calc als Bilder exportiert werden - OpenPGP-Schlüssel werden mit Zusatzsoftware unterstützt. |
| 6.0 | 6.0.6  | 02.08.2018 | 26.11.2018 | Auszüge aus dem Changelog: Viele Detailänderungen; u. a. - Direkt-Cursor in Writer, Drehen von Bildern - neue Datenquellen für Serienbriefe - neue Standardformate für Tabellen - erweiterte Rechtschreibprüfung - Zellbereiche mit Formeln können aus Calc als Bilder exportiert werden - OpenPGP-Schlüssel werden mit Zusatzsoftware unterstützt. |
| 6.0 | 6.0.7  | 05.11.2018 | 26.11.2018 | Auszüge aus dem Changelog: Viele Detailänderungen; u. a. - Direkt-Cursor in Writer, Drehen von Bildern - neue Datenquellen für Serienbriefe - neue Standardformate für Tabellen - erweiterte Rechtschreibprüfung - Zellbereiche mit Formeln können aus Calc als Bilder exportiert werden - OpenPGP-Schlüssel werden mit Zusatzsoftware unterstützt. |
| 6.1 | 6.1.0  | 08.08.2018 | 29.05.2019 | Auszüge aus dem Changelog: - Unterschriftenzeile in Writer - Bilder in Calc wurde verbessert - Verknüpfung zu externen Daten in Data |
| 6.1 | 6.1.1  | 13.09.2018 | 29.05.2019 | Auszüge aus dem Changelog: - Unterschriftenzeile in Writer - Bilder in Calc wurde verbessert - Verknüpfung zu externen Daten in Data |
| 6.1 | 6.1.2  | 27.09.2018 | 29.05.2019 | Auszüge aus dem Changelog: - Unterschriftenzeile in Writer - Bilder in Calc wurde verbessert - Verknüpfung zu externen Daten in Data |
| 6.1 | 6.1.3  | 05.11.2018 | 29.05.2019 | Auszüge aus dem Changelog: - Unterschriftenzeile in Writer - Bilder in Calc wurde verbessert - Verknüpfung zu externen Daten in Data |
| 6.1 | 6.1.4  | 18.12.2018 | 29.05.2019 | Auszüge aus dem Changelog: - Unterschriftenzeile in Writer - Bilder in Calc wurde verbessert - Verknüpfung zu externen Daten in Data |
| 6.1 | 6.1.5  | 07.02.2019 | 29.05.2019 | Auszüge aus dem Changelog: - Unterschriftenzeile in Writer - Bilder in Calc wurde verbessert - Verknüpfung zu externen Daten in Data |
| 6.1 | 6.1.6  | 07.05.2019 | 29.05.2019 | Auszüge aus dem Changelog: - Unterschriftenzeile in Writer - Bilder in Calc wurde verbessert - Verknüpfung zu externen Daten in Data |
| 6.2 | 6.2.0  | 07.02.2019 | 30.11.2019 | Auszüge aus dem Changelog: - weitere Verbesserungen beim Umgang mit Microsoft-Office-Formaten - neue Bedienoberflächen in Writer, Calc, Impress und Draw („Notebookbar“ und „Groupedbar“) - diverse Überarbeitungen an der Bedienoberfläche (z. B. an den Icon Themes) |
| 6.2 | 6.2.1  | 06.03.2019 | 30.11.2019 | Auszüge aus dem Changelog: - weitere Verbesserungen beim Umgang mit Microsoft-Office-Formaten - neue Bedienoberflächen in Writer, Calc, Impress und Draw („Notebookbar“ und „Groupedbar“) - diverse Überarbeitungen an der Bedienoberfläche (z. B. an den Icon Themes) |
| 6.2 | 6.2.2  | 21.03.2019 | 30.11.2019 | Auszüge aus dem Changelog: - weitere Verbesserungen beim Umgang mit Microsoft-Office-Formaten - neue Bedienoberflächen in Writer, Calc, Impress und Draw („Notebookbar“ und „Groupedbar“) - diverse Überarbeitungen an der Bedienoberfläche (z. B. an den Icon Themes) |
| 6.2 | 6.2.3  | 18.04.2019 | 30.11.2019 | Auszüge aus dem Changelog: - weitere Verbesserungen beim Umgang mit Microsoft-Office-Formaten - neue Bedienoberflächen in Writer, Calc, Impress und Draw („Notebookbar“ und „Groupedbar“) - diverse Überarbeitungen an der Bedienoberfläche (z. B. an den Icon Themes) |
| 6.2 | 6.2.4  | 22.05.2019 | 30.11.2019 | Auszüge aus dem Changelog: - weitere Verbesserungen beim Umgang mit Microsoft-Office-Formaten - neue Bedienoberflächen in Writer, Calc, Impress und Draw („Notebookbar“ und „Groupedbar“) - diverse Überarbeitungen an der Bedienoberfläche (z. B. an den Icon Themes) |
| 6.2 | 6.2.5  | 04.07.2019 | 30.11.2019 | Auszüge aus dem Changelog: - weitere Verbesserungen beim Umgang mit Microsoft-Office-Formaten - neue Bedienoberflächen in Writer, Calc, Impress und Draw („Notebookbar“ und „Groupedbar“) - diverse Überarbeitungen an der Bedienoberfläche (z. B. an den Icon Themes) |
| 6.2 | 6.2.6  | 14.08.2019 | 30.11.2019 | Auszüge aus dem Changelog: - weitere Verbesserungen beim Umgang mit Microsoft-Office-Formaten - neue Bedienoberflächen in Writer, Calc, Impress und Draw („Notebookbar“ und „Groupedbar“) - diverse Überarbeitungen an der Bedienoberfläche (z. B. an den Icon Themes) |
| 6.2 | 6.2.7  | 05.09.2019 | 30.11.2019 | Auszüge aus dem Changelog: - weitere Verbesserungen beim Umgang mit Microsoft-Office-Formaten - neue Bedienoberflächen in Writer, Calc, Impress und Draw („Notebookbar“ und „Groupedbar“) - diverse Überarbeitungen an der Bedienoberfläche (z. B. an den Icon Themes) |
| 6.2 | 6.2.8  | 17.10.2019 | 30.11.2019 | Auszüge aus dem Changelog: - weitere Verbesserungen beim Umgang mit Microsoft-Office-Formaten - neue Bedienoberflächen in Writer, Calc, Impress und Draw („Notebookbar“ und „Groupedbar“) - diverse Überarbeitungen an der Bedienoberfläche (z. B. an den Icon Themes) |
| 6.3 | 6.3.0  | 08.08.2019 | 29.05.2020 | Auszüge aus dem Changelog: - Möglichkeit zur Schwärzung (Unkenntlichmachung) von Text (redaction) |
| 6.3 | 6.3.1  | 05.09.2019 | 29.05.2020 | Auszüge aus dem Changelog: - Möglichkeit zur Schwärzung (Unkenntlichmachung) von Text (redaction) |
| 6.3 | 6.3.2  | 26.09.2019 | 29.05.2020 | Auszüge aus dem Changelog: - Möglichkeit zur Schwärzung (Unkenntlichmachung) von Text (redaction) |
| 6.3 | 6.3.3  | 31.10.2019 | 29.05.2020 | Auszüge aus dem Changelog: - Möglichkeit zur Schwärzung (Unkenntlichmachung) von Text (redaction) |
| 6.3 | 6.3.4  | 12.12.2019 | 29.05.2020 | Auszüge aus dem Changelog: - Möglichkeit zur Schwärzung (Unkenntlichmachung) von Text (redaction) |
| 6.3 | 6.3.5  | 20.02.2020 | 29.05.2020 | Auszüge aus dem Changelog: - Möglichkeit zur Schwärzung (Unkenntlichmachung) von Text (redaction) |
| 6.3 | 6.3.6  | 30.04.2020 | 29.05.2020 | Auszüge aus dem Changelog: - Möglichkeit zur Schwärzung (Unkenntlichmachung) von Text (redaction) |
| 6.4 | 6.4.0  | 29.01.2020 | 30.11.2020 | Auszüge aus dem Changelog: - Integration eines QR-Code-Editors - überarbeitete und erweiterte Handhabung von Tabellen in Writer - diverse Performance-Verbesserungen in Calc |
| 6.4 | 6.4.1  | 27.02.2020 | 30.11.2020 | Auszüge aus dem Changelog: - Integration eines QR-Code-Editors - überarbeitete und erweiterte Handhabung von Tabellen in Writer - diverse Performance-Verbesserungen in Calc |
| 6.4 | 6.4.2  | 19.03.2020 | 30.11.2020 | Auszüge aus dem Changelog: - Integration eines QR-Code-Editors - überarbeitete und erweiterte Handhabung von Tabellen in Writer - diverse Performance-Verbesserungen in Calc |
| 6.4 | 6.4.3  | 16.04.2020 | 30.11.2020 | Auszüge aus dem Changelog: - Integration eines QR-Code-Editors - überarbeitete und erweiterte Handhabung von Tabellen in Writer - diverse Performance-Verbesserungen in Calc |
| 6.4 | 6.4.4  | 21.05.2020 | 30.11.2020 | Auszüge aus dem Changelog: - Integration eines QR-Code-Editors - überarbeitete und erweiterte Handhabung von Tabellen in Writer - diverse Performance-Verbesserungen in Calc |
| 6.4 | 6.4.5  | 02.07.2020 | 30.11.2020 | Auszüge aus dem Changelog: - Integration eines QR-Code-Editors - überarbeitete und erweiterte Handhabung von Tabellen in Writer - diverse Performance-Verbesserungen in Calc |
| 6.4 | 6.4.6  | 13.08.2020 | 30.11.2020 | Auszüge aus dem Changelog: - Integration eines QR-Code-Editors - überarbeitete und erweiterte Handhabung von Tabellen in Writer - diverse Performance-Verbesserungen in Calc |
| 6.4 | 6.4.7  | 22.10.2020 | 30.11.2020 | Auszüge aus dem Changelog: - Integration eines QR-Code-Editors - überarbeitete und erweiterte Handhabung von Tabellen in Writer - diverse Performance-Verbesserungen in Calc |
| 7.0 | 7.0.0  | 05.08.2020 | 31.05.2021 | Auszüge aus dem Changelog: - Umfangreiche Verbesserungen bei den DOCX import/export Filtern. DOCX speichert jetzt im nativen Modus 2013/2016/2019 anstatt im Kompatibilitätsmodus 2007. - diverse Performance-Verbesserungen - Ablösung von Cairo durch Skia |
| 7.0 | 7.0.1  | 03.09.2020 | 31.05.2021 | Auszüge aus dem Changelog: - Umfangreiche Verbesserungen bei den DOCX import/export Filtern. DOCX speichert jetzt im nativen Modus 2013/2016/2019 anstatt im Kompatibilitätsmodus 2007. - diverse Performance-Verbesserungen - Ablösung von Cairo durch Skia |
| 7.0 | 7.0.2  | 08.10.2020 | 31.05.2021 | Auszüge aus dem Changelog: - Umfangreiche Verbesserungen bei den DOCX import/export Filtern. DOCX speichert jetzt im nativen Modus 2013/2016/2019 anstatt im Kompatibilitätsmodus 2007. - diverse Performance-Verbesserungen - Ablösung von Cairo durch Skia |
| 7.0 | 7.0.3  | 29.10.2020 | 31.05.2021 | Auszüge aus dem Changelog: - Umfangreiche Verbesserungen bei den DOCX import/export Filtern. DOCX speichert jetzt im nativen Modus 2013/2016/2019 anstatt im Kompatibilitätsmodus 2007. - diverse Performance-Verbesserungen - Ablösung von Cairo durch Skia |
| 7.0 | 7.0.4  | 17.12.2020 | 31.05.2021 | Auszüge aus dem Changelog: - Umfangreiche Verbesserungen bei den DOCX import/export Filtern. DOCX speichert jetzt im nativen Modus 2013/2016/2019 anstatt im Kompatibilitätsmodus 2007. - diverse Performance-Verbesserungen - Ablösung von Cairo durch Skia |
| 7.0 | 7.0.5  | 12.03.2021 | 31.05.2021 | Auszüge aus dem Changelog: - Umfangreiche Verbesserungen bei den DOCX import/export Filtern. DOCX speichert jetzt im nativen Modus 2013/2016/2019 anstatt im Kompatibilitätsmodus 2007. - diverse Performance-Verbesserungen - Ablösung von Cairo durch Skia |
| 7.0 | 7.0.6  | 13.05.2021 | 31.05.2021 | Auszüge aus dem Changelog: - Umfangreiche Verbesserungen bei den DOCX import/export Filtern. DOCX speichert jetzt im nativen Modus 2013/2016/2019 anstatt im Kompatibilitätsmodus 2007. - diverse Performance-Verbesserungen - Ablösung von Cairo durch Skia |
| 7.1 | 7.1.0  | 03.02.2021 | 30.11.2021 | Auszüge aus dem Changelog: - Auf- und zuklappen von Gliederungsinhalten - Tabellenformeln hinzugefügt - Vorlagenkontrolle - Performance |
| 7.1 | 7.1.1  | 04.03.2021 | 30.11.2021 | Auszüge aus dem Changelog: - Auf- und zuklappen von Gliederungsinhalten - Tabellenformeln hinzugefügt - Vorlagenkontrolle - Performance |
| 7.1 | 7.1.2  | 01.04.2021 | 30.11.2021 | Auszüge aus dem Changelog: - Auf- und zuklappen von Gliederungsinhalten - Tabellenformeln hinzugefügt - Vorlagenkontrolle - Performance |
| 7.1 | 7.1.3  | 06.05.2021 | 30.11.2021 | Auszüge aus dem Changelog: - Auf- und zuklappen von Gliederungsinhalten - Tabellenformeln hinzugefügt - Vorlagenkontrolle - Performance |
| 7.1 | 7.1.4  | 10.06.2021 | 30.11.2021 | Auszüge aus dem Changelog: - Auf- und zuklappen von Gliederungsinhalten - Tabellenformeln hinzugefügt - Vorlagenkontrolle - Performance |
| 7.1 | 7.1.5  | 22.07.2021 | 30.11.2021 | Auszüge aus dem Changelog: - Auf- und zuklappen von Gliederungsinhalten - Tabellenformeln hinzugefügt - Vorlagenkontrolle - Performance |
| 7.1 | 7.1.6  | 09.09.2021 | 30.11.2021 | Auszüge aus dem Changelog: - Auf- und zuklappen von Gliederungsinhalten - Tabellenformeln hinzugefügt - Vorlagenkontrolle - Performance |
| 7.1 | 7.1.7  | 04.11.2021 | 30.11.2021 | Auszüge aus dem Changelog: - Auf- und zuklappen von Gliederungsinhalten - Tabellenformeln hinzugefügt - Vorlagenkontrolle - Performance |
| 7.1 | 7.1.8  | 06.12.2021 | 30.11.2021 | Auszüge aus dem Changelog: - Auf- und zuklappen von Gliederungsinhalten - Tabellenformeln hinzugefügt - Vorlagenkontrolle - Performance |
| 7.2 | 7.2.0  | 19.08.2021 | 12.06.2022 | Auszüge aus den Release Notes: - diverse Performanceverbesserungen, z. B. beim Umgang mit großen Dateien und bei der Anzeigegeschwindigkeit - Viele Verbesserungen bzgl. der Kompatibilität mit Microsoft-Office-Formaten - seitenfüllende, randlose Hintergründe (Writer, Impress) - Calc: Filtern nach Hintergrund- und Textfarbe möglich - Impress: - neue Vorlagen - mehrspaltige Textfelder |
| 7.2 | 7.2.1  | 16.09.2021 | 12.06.2022 | Auszüge aus den Release Notes: - diverse Performanceverbesserungen, z. B. beim Umgang mit großen Dateien und bei der Anzeigegeschwindigkeit - Viele Verbesserungen bzgl. der Kompatibilität mit Microsoft-Office-Formaten - seitenfüllende, randlose Hintergründe (Writer, Impress) - Calc: Filtern nach Hintergrund- und Textfarbe möglich - Impress: - neue Vorlagen - mehrspaltige Textfelder |
| 7.2 | 7.2.2  | 14.10.2021 | 12.06.2022 | Auszüge aus den Release Notes: - diverse Performanceverbesserungen, z. B. beim Umgang mit großen Dateien und bei der Anzeigegeschwindigkeit - Viele Verbesserungen bzgl. der Kompatibilität mit Microsoft-Office-Formaten - seitenfüllende, randlose Hintergründe (Writer, Impress) - Calc: Filtern nach Hintergrund- und Textfarbe möglich - Impress: - neue Vorlagen - mehrspaltige Textfelder |
| 7.2 | 7.2.3  | 25.11.2021 | 12.06.2022 | Auszüge aus den Release Notes: - diverse Performanceverbesserungen, z. B. beim Umgang mit großen Dateien und bei der Anzeigegeschwindigkeit - Viele Verbesserungen bzgl. der Kompatibilität mit Microsoft-Office-Formaten - seitenfüllende, randlose Hintergründe (Writer, Impress) - Calc: Filtern nach Hintergrund- und Textfarbe möglich - Impress: - neue Vorlagen - mehrspaltige Textfelder |
| 7.2 | 7.2.4  | 06.12.2021 | 12.06.2022 | Auszüge aus den Release Notes: - diverse Performanceverbesserungen, z. B. beim Umgang mit großen Dateien und bei der Anzeigegeschwindigkeit - Viele Verbesserungen bzgl. der Kompatibilität mit Microsoft-Office-Formaten - seitenfüllende, randlose Hintergründe (Writer, Impress) - Calc: Filtern nach Hintergrund- und Textfarbe möglich - Impress: - neue Vorlagen - mehrspaltige Textfelder |
| 7.2 | 7.2.5  | 06.01.2022 | 12.06.2022 | Auszüge aus den Release Notes: - diverse Performanceverbesserungen, z. B. beim Umgang mit großen Dateien und bei der Anzeigegeschwindigkeit - Viele Verbesserungen bzgl. der Kompatibilität mit Microsoft-Office-Formaten - seitenfüllende, randlose Hintergründe (Writer, Impress) - Calc: Filtern nach Hintergrund- und Textfarbe möglich - Impress: - neue Vorlagen - mehrspaltige Textfelder |
| 7.2 | 7.2.6  | 10.03.2022 | 12.06.2022 | Auszüge aus den Release Notes: - diverse Performanceverbesserungen, z. B. beim Umgang mit großen Dateien und bei der Anzeigegeschwindigkeit - Viele Verbesserungen bzgl. der Kompatibilität mit Microsoft-Office-Formaten - seitenfüllende, randlose Hintergründe (Writer, Impress) - Calc: Filtern nach Hintergrund- und Textfarbe möglich - Impress: - neue Vorlagen - mehrspaltige Textfelder |
| 7.2 | 7.2.7  | 12.05.2022 | 12.06.2022 | Auszüge aus den Release Notes: - diverse Performanceverbesserungen, z. B. beim Umgang mit großen Dateien und bei der Anzeigegeschwindigkeit - Viele Verbesserungen bzgl. der Kompatibilität mit Microsoft-Office-Formaten - seitenfüllende, randlose Hintergründe (Writer, Impress) - Calc: Filtern nach Hintergrund- und Textfarbe möglich - Impress: - neue Vorlagen - mehrspaltige Textfelder |
| 7.3 | 7.3.0  | 02.02.2022 | 30.11.2022 | Auszüge aus den Release Notes: - LibreOffice Writer ermöglicht jetzt das Anhängen von Hyperlinks an Formen. - Verschiedene Verbesserungen beim Verfolgen von Änderungen in Writer. - Schnellere Leistung beim Öffnen von Microsoft DOCX-Dateien sowie schnelleres Laden großer RTL-Dokumente. In der Zwischenzeit ist der PDF-Export für einige komplexe Dokumente schneller. - Calc sieht auch einige Leistungsverbesserungen bei XLSM- und XLSX-Dateien. Auch das Einfügen großer Diagramme geht schneller. - Für das Tabellenkalkulationsprogramm Calc ist eine Bash-ähnliche automatische Vervollständigung implementiert. - Ein neues Bearbeitungsverhalten im Bullet-Modus wurde für LibreOffice Impress hinzugefügt. - Verschiedene Importverbesserungen rund um die Dateiformate DOCX, XLSX, OOXML und PPTX. - Erste Qt-6-Arbeit. |
| 7.3 | 7.3.1  | 03.03.2022 | 30.11.2022 | Auszüge aus den Release Notes: - LibreOffice Writer ermöglicht jetzt das Anhängen von Hyperlinks an Formen. - Verschiedene Verbesserungen beim Verfolgen von Änderungen in Writer. - Schnellere Leistung beim Öffnen von Microsoft DOCX-Dateien sowie schnelleres Laden großer RTL-Dokumente. In der Zwischenzeit ist der PDF-Export für einige komplexe Dokumente schneller. - Calc sieht auch einige Leistungsverbesserungen bei XLSM- und XLSX-Dateien. Auch das Einfügen großer Diagramme geht schneller. - Für das Tabellenkalkulationsprogramm Calc ist eine Bash-ähnliche automatische Vervollständigung implementiert. - Ein neues Bearbeitungsverhalten im Bullet-Modus wurde für LibreOffice Impress hinzugefügt. - Verschiedene Importverbesserungen rund um die Dateiformate DOCX, XLSX, OOXML und PPTX. - Erste Qt-6-Arbeit. |
| 7.3 | 7.3.2  | 31.03.2022 | 30.11.2022 | Auszüge aus den Release Notes: - LibreOffice Writer ermöglicht jetzt das Anhängen von Hyperlinks an Formen. - Verschiedene Verbesserungen beim Verfolgen von Änderungen in Writer. - Schnellere Leistung beim Öffnen von Microsoft DOCX-Dateien sowie schnelleres Laden großer RTL-Dokumente. In der Zwischenzeit ist der PDF-Export für einige komplexe Dokumente schneller. - Calc sieht auch einige Leistungsverbesserungen bei XLSM- und XLSX-Dateien. Auch das Einfügen großer Diagramme geht schneller. - Für das Tabellenkalkulationsprogramm Calc ist eine Bash-ähnliche automatische Vervollständigung implementiert. - Ein neues Bearbeitungsverhalten im Bullet-Modus wurde für LibreOffice Impress hinzugefügt. - Verschiedene Importverbesserungen rund um die Dateiformate DOCX, XLSX, OOXML und PPTX. - Erste Qt-6-Arbeit. |
| 7.3 | 7.3.3  | 05.05.2022 | 30.11.2022 | Auszüge aus den Release Notes: - LibreOffice Writer ermöglicht jetzt das Anhängen von Hyperlinks an Formen. - Verschiedene Verbesserungen beim Verfolgen von Änderungen in Writer. - Schnellere Leistung beim Öffnen von Microsoft DOCX-Dateien sowie schnelleres Laden großer RTL-Dokumente. In der Zwischenzeit ist der PDF-Export für einige komplexe Dokumente schneller. - Calc sieht auch einige Leistungsverbesserungen bei XLSM- und XLSX-Dateien. Auch das Einfügen großer Diagramme geht schneller. - Für das Tabellenkalkulationsprogramm Calc ist eine Bash-ähnliche automatische Vervollständigung implementiert. - Ein neues Bearbeitungsverhalten im Bullet-Modus wurde für LibreOffice Impress hinzugefügt. - Verschiedene Importverbesserungen rund um die Dateiformate DOCX, XLSX, OOXML und PPTX. - Erste Qt-6-Arbeit. |
| 7.3 | 7.3.4  | 09.06.2022 | 30.11.2022 | Auszüge aus den Release Notes: - LibreOffice Writer ermöglicht jetzt das Anhängen von Hyperlinks an Formen. - Verschiedene Verbesserungen beim Verfolgen von Änderungen in Writer. - Schnellere Leistung beim Öffnen von Microsoft DOCX-Dateien sowie schnelleres Laden großer RTL-Dokumente. In der Zwischenzeit ist der PDF-Export für einige komplexe Dokumente schneller. - Calc sieht auch einige Leistungsverbesserungen bei XLSM- und XLSX-Dateien. Auch das Einfügen großer Diagramme geht schneller. - Für das Tabellenkalkulationsprogramm Calc ist eine Bash-ähnliche automatische Vervollständigung implementiert. - Ein neues Bearbeitungsverhalten im Bullet-Modus wurde für LibreOffice Impress hinzugefügt. - Verschiedene Importverbesserungen rund um die Dateiformate DOCX, XLSX, OOXML und PPTX. - Erste Qt-6-Arbeit. |
| 7.3 | 7.3.5  | 21.07.2022 | 30.11.2022 | Auszüge aus den Release Notes: - LibreOffice Writer ermöglicht jetzt das Anhängen von Hyperlinks an Formen. - Verschiedene Verbesserungen beim Verfolgen von Änderungen in Writer. - Schnellere Leistung beim Öffnen von Microsoft DOCX-Dateien sowie schnelleres Laden großer RTL-Dokumente. In der Zwischenzeit ist der PDF-Export für einige komplexe Dokumente schneller. - Calc sieht auch einige Leistungsverbesserungen bei XLSM- und XLSX-Dateien. Auch das Einfügen großer Diagramme geht schneller. - Für das Tabellenkalkulationsprogramm Calc ist eine Bash-ähnliche automatische Vervollständigung implementiert. - Ein neues Bearbeitungsverhalten im Bullet-Modus wurde für LibreOffice Impress hinzugefügt. - Verschiedene Importverbesserungen rund um die Dateiformate DOCX, XLSX, OOXML und PPTX. - Erste Qt-6-Arbeit. |
| 7.3 | 7.3.6  | 08.09.2022 | 30.11.2022 | Auszüge aus den Release Notes: - LibreOffice Writer ermöglicht jetzt das Anhängen von Hyperlinks an Formen. - Verschiedene Verbesserungen beim Verfolgen von Änderungen in Writer. - Schnellere Leistung beim Öffnen von Microsoft DOCX-Dateien sowie schnelleres Laden großer RTL-Dokumente. In der Zwischenzeit ist der PDF-Export für einige komplexe Dokumente schneller. - Calc sieht auch einige Leistungsverbesserungen bei XLSM- und XLSX-Dateien. Auch das Einfügen großer Diagramme geht schneller. - Für das Tabellenkalkulationsprogramm Calc ist eine Bash-ähnliche automatische Vervollständigung implementiert. - Ein neues Bearbeitungsverhalten im Bullet-Modus wurde für LibreOffice Impress hinzugefügt. - Verschiedene Importverbesserungen rund um die Dateiformate DOCX, XLSX, OOXML und PPTX. - Erste Qt-6-Arbeit. |
| 7.3 | 7.3.7  | 03.11.2022 | 30.11.2022 | Auszüge aus den Release Notes: - LibreOffice Writer ermöglicht jetzt das Anhängen von Hyperlinks an Formen. - Verschiedene Verbesserungen beim Verfolgen von Änderungen in Writer. - Schnellere Leistung beim Öffnen von Microsoft DOCX-Dateien sowie schnelleres Laden großer RTL-Dokumente. In der Zwischenzeit ist der PDF-Export für einige komplexe Dokumente schneller. - Calc sieht auch einige Leistungsverbesserungen bei XLSM- und XLSX-Dateien. Auch das Einfügen großer Diagramme geht schneller. - Für das Tabellenkalkulationsprogramm Calc ist eine Bash-ähnliche automatische Vervollständigung implementiert. - Ein neues Bearbeitungsverhalten im Bullet-Modus wurde für LibreOffice Impress hinzugefügt. - Verschiedene Importverbesserungen rund um die Dateiformate DOCX, XLSX, OOXML und PPTX. - Erste Qt-6-Arbeit. |
| 7.4 | 7.4.0  | 18.08.2022 | 12.06.2023 | Auszüge aus den Release Notes: - Auf- und zuklappen von Gliederungsinhalten - Unterstützung von WebP-Bildern - Unterstützung von EMZ/WMZ-Dateien - Performance- und Kompatibilitätsverbesserungen - Hilfeseiten für die ScriptForge-Bibliothek - Suchfeld im Extension Manager |
| 7.4 | 7.4.1  | 15.09.2022 | 12.06.2023 | Auszüge aus den Release Notes: - Auf- und zuklappen von Gliederungsinhalten - Unterstützung von WebP-Bildern - Unterstützung von EMZ/WMZ-Dateien - Performance- und Kompatibilitätsverbesserungen - Hilfeseiten für die ScriptForge-Bibliothek - Suchfeld im Extension Manager |
| 7.4 | 7.4.2  | 13.10.2022 | 12.06.2023 | Auszüge aus den Release Notes: - Auf- und zuklappen von Gliederungsinhalten - Unterstützung von WebP-Bildern - Unterstützung von EMZ/WMZ-Dateien - Performance- und Kompatibilitätsverbesserungen - Hilfeseiten für die ScriptForge-Bibliothek - Suchfeld im Extension Manager |
| 7.4 | 7.4.3  | 24.11.2022 | 12.06.2023 | Auszüge aus den Release Notes: - Auf- und zuklappen von Gliederungsinhalten - Unterstützung von WebP-Bildern - Unterstützung von EMZ/WMZ-Dateien - Performance- und Kompatibilitätsverbesserungen - Hilfeseiten für die ScriptForge-Bibliothek - Suchfeld im Extension Manager |
| 7.4 | 7.4.4  | 12.01.2023 | 12.06.2023 | Auszüge aus den Release Notes: - Auf- und zuklappen von Gliederungsinhalten - Unterstützung von WebP-Bildern - Unterstützung von EMZ/WMZ-Dateien - Performance- und Kompatibilitätsverbesserungen - Hilfeseiten für die ScriptForge-Bibliothek - Suchfeld im Extension Manager |
| 7.4 | 7.4.5  | 26.01.2023 | 12.06.2023 | Auszüge aus den Release Notes: - Auf- und zuklappen von Gliederungsinhalten - Unterstützung von WebP-Bildern - Unterstützung von EMZ/WMZ-Dateien - Performance- und Kompatibilitätsverbesserungen - Hilfeseiten für die ScriptForge-Bibliothek - Suchfeld im Extension Manager |
| 7.4 | 7.4.6  | 10.03.2023 | 12.06.2023 | Auszüge aus den Release Notes: - Auf- und zuklappen von Gliederungsinhalten - Unterstützung von WebP-Bildern - Unterstützung von EMZ/WMZ-Dateien - Performance- und Kompatibilitätsverbesserungen - Hilfeseiten für die ScriptForge-Bibliothek - Suchfeld im Extension Manager |
| 7.4 | 7.4.7  | 11.05.2023 | 12.06.2023 | Auszüge aus den Release Notes: - Auf- und zuklappen von Gliederungsinhalten - Unterstützung von WebP-Bildern - Unterstützung von EMZ/WMZ-Dateien - Performance- und Kompatibilitätsverbesserungen - Hilfeseiten für die ScriptForge-Bibliothek - Suchfeld im Extension Manager |
| 7.5 | 7.5.0  | 02.02.2023 | 30.11.2023 | Auszüge aus den Release Notes: - Verschiedene Korrekturen in der Textlayout-Handhabung und -Bearbeitungs-Engine. - Kompatibilitätsverbesserungen für eingebettete Schriftarten in macOS. - Unterstützung für Dreh- und Zoomgesten bei Verwendung von Touchpads hinzugefügt. - Verbesserungen der LibreOffice-Unterstützung für dunkle und kontrastreiche Designs von Betriebssystemen für alle Plattformen (Linux, macOS und Windows). - Im PDF-Exportfilter enthaltene Unterstützung zum Einbetten von Farbschriften mithilfe von Farbebenen und Farbbitmaps, wie z. B. Emojis. - PDF-Unterstützung zum Einbetten variabler Schriftarten und Anwenden von Schriftartvariationen auf Glyphenformen hinzugefügt. - In Calc, dem Tabellenkalkulationsmanager, hinzugefügt Unterstützung für Kamenický- und Mazovia-Kodierungen. - In Math, dem Formelmanager wurde das Objektfeld auf der linken Seite des Fensters in die Seitenleiste verschoben. - In Writer, dem Textverarbeitungsprogramm, wurde ein neues Inhaltssteuerelement vom Typ Nur-Text hinzugefügt. Außerdem mehrere Lesezeichen-Verbesserungen für Writer. - In Impress, dem Präsentationsmanager, werden jetzt zugeschnittene Videos für Medienformen unterstützt. Außerdem wurde eine neue Reihe von Standardtabellentypen in Impress und auch für Draw hinzugefügt. |
| 7.5 | 7.5.1  | 02.03.2023 | 30.11.2023 | Auszüge aus den Release Notes: - Verschiedene Korrekturen in der Textlayout-Handhabung und -Bearbeitungs-Engine. - Kompatibilitätsverbesserungen für eingebettete Schriftarten in macOS. - Unterstützung für Dreh- und Zoomgesten bei Verwendung von Touchpads hinzugefügt. - Verbesserungen der LibreOffice-Unterstützung für dunkle und kontrastreiche Designs von Betriebssystemen für alle Plattformen (Linux, macOS und Windows). - Im PDF-Exportfilter enthaltene Unterstützung zum Einbetten von Farbschriften mithilfe von Farbebenen und Farbbitmaps, wie z. B. Emojis. - PDF-Unterstützung zum Einbetten variabler Schriftarten und Anwenden von Schriftartvariationen auf Glyphenformen hinzugefügt. - In Calc, dem Tabellenkalkulationsmanager, hinzugefügt Unterstützung für Kamenický- und Mazovia-Kodierungen. - In Math, dem Formelmanager wurde das Objektfeld auf der linken Seite des Fensters in die Seitenleiste verschoben. - In Writer, dem Textverarbeitungsprogramm, wurde ein neues Inhaltssteuerelement vom Typ Nur-Text hinzugefügt. Außerdem mehrere Lesezeichen-Verbesserungen für Writer. - In Impress, dem Präsentationsmanager, werden jetzt zugeschnittene Videos für Medienformen unterstützt. Außerdem wurde eine neue Reihe von Standardtabellentypen in Impress und auch für Draw hinzugefügt. |
| 7.5 | 7.5.2  | 30.03.2023 | 30.11.2023 | Auszüge aus den Release Notes: - Verschiedene Korrekturen in der Textlayout-Handhabung und -Bearbeitungs-Engine. - Kompatibilitätsverbesserungen für eingebettete Schriftarten in macOS. - Unterstützung für Dreh- und Zoomgesten bei Verwendung von Touchpads hinzugefügt. - Verbesserungen der LibreOffice-Unterstützung für dunkle und kontrastreiche Designs von Betriebssystemen für alle Plattformen (Linux, macOS und Windows). - Im PDF-Exportfilter enthaltene Unterstützung zum Einbetten von Farbschriften mithilfe von Farbebenen und Farbbitmaps, wie z. B. Emojis. - PDF-Unterstützung zum Einbetten variabler Schriftarten und Anwenden von Schriftartvariationen auf Glyphenformen hinzugefügt. - In Calc, dem Tabellenkalkulationsmanager, hinzugefügt Unterstützung für Kamenický- und Mazovia-Kodierungen. - In Math, dem Formelmanager wurde das Objektfeld auf der linken Seite des Fensters in die Seitenleiste verschoben. - In Writer, dem Textverarbeitungsprogramm, wurde ein neues Inhaltssteuerelement vom Typ Nur-Text hinzugefügt. Außerdem mehrere Lesezeichen-Verbesserungen für Writer. - In Impress, dem Präsentationsmanager, werden jetzt zugeschnittene Videos für Medienformen unterstützt. Außerdem wurde eine neue Reihe von Standardtabellentypen in Impress und auch für Draw hinzugefügt. |
| 7.5 | 7.5.3  | 04.05.2023 | 30.11.2023 | Auszüge aus den Release Notes: - Verschiedene Korrekturen in der Textlayout-Handhabung und -Bearbeitungs-Engine. - Kompatibilitätsverbesserungen für eingebettete Schriftarten in macOS. - Unterstützung für Dreh- und Zoomgesten bei Verwendung von Touchpads hinzugefügt. - Verbesserungen der LibreOffice-Unterstützung für dunkle und kontrastreiche Designs von Betriebssystemen für alle Plattformen (Linux, macOS und Windows). - Im PDF-Exportfilter enthaltene Unterstützung zum Einbetten von Farbschriften mithilfe von Farbebenen und Farbbitmaps, wie z. B. Emojis. - PDF-Unterstützung zum Einbetten variabler Schriftarten und Anwenden von Schriftartvariationen auf Glyphenformen hinzugefügt. - In Calc, dem Tabellenkalkulationsmanager, hinzugefügt Unterstützung für Kamenický- und Mazovia-Kodierungen. - In Math, dem Formelmanager wurde das Objektfeld auf der linken Seite des Fensters in die Seitenleiste verschoben. - In Writer, dem Textverarbeitungsprogramm, wurde ein neues Inhaltssteuerelement vom Typ Nur-Text hinzugefügt. Außerdem mehrere Lesezeichen-Verbesserungen für Writer. - In Impress, dem Präsentationsmanager, werden jetzt zugeschnittene Videos für Medienformen unterstützt. Außerdem wurde eine neue Reihe von Standardtabellentypen in Impress und auch für Draw hinzugefügt. |
| 7.5 | 7.5.4  | 08.06.2023 | 30.11.2023 | Auszüge aus den Release Notes: - Verschiedene Korrekturen in der Textlayout-Handhabung und -Bearbeitungs-Engine. - Kompatibilitätsverbesserungen für eingebettete Schriftarten in macOS. - Unterstützung für Dreh- und Zoomgesten bei Verwendung von Touchpads hinzugefügt. - Verbesserungen der LibreOffice-Unterstützung für dunkle und kontrastreiche Designs von Betriebssystemen für alle Plattformen (Linux, macOS und Windows). - Im PDF-Exportfilter enthaltene Unterstützung zum Einbetten von Farbschriften mithilfe von Farbebenen und Farbbitmaps, wie z. B. Emojis. - PDF-Unterstützung zum Einbetten variabler Schriftarten und Anwenden von Schriftartvariationen auf Glyphenformen hinzugefügt. - In Calc, dem Tabellenkalkulationsmanager, hinzugefügt Unterstützung für Kamenický- und Mazovia-Kodierungen. - In Math, dem Formelmanager wurde das Objektfeld auf der linken Seite des Fensters in die Seitenleiste verschoben. - In Writer, dem Textverarbeitungsprogramm, wurde ein neues Inhaltssteuerelement vom Typ Nur-Text hinzugefügt. Außerdem mehrere Lesezeichen-Verbesserungen für Writer. - In Impress, dem Präsentationsmanager, werden jetzt zugeschnittene Videos für Medienformen unterstützt. Außerdem wurde eine neue Reihe von Standardtabellentypen in Impress und auch für Draw hinzugefügt. |
| 7.5 | 7.5.5  | 20.07.2023 | 30.11.2023 | Auszüge aus den Release Notes: - Verschiedene Korrekturen in der Textlayout-Handhabung und -Bearbeitungs-Engine. - Kompatibilitätsverbesserungen für eingebettete Schriftarten in macOS. - Unterstützung für Dreh- und Zoomgesten bei Verwendung von Touchpads hinzugefügt. - Verbesserungen der LibreOffice-Unterstützung für dunkle und kontrastreiche Designs von Betriebssystemen für alle Plattformen (Linux, macOS und Windows). - Im PDF-Exportfilter enthaltene Unterstützung zum Einbetten von Farbschriften mithilfe von Farbebenen und Farbbitmaps, wie z. B. Emojis. - PDF-Unterstützung zum Einbetten variabler Schriftarten und Anwenden von Schriftartvariationen auf Glyphenformen hinzugefügt. - In Calc, dem Tabellenkalkulationsmanager, hinzugefügt Unterstützung für Kamenický- und Mazovia-Kodierungen. - In Math, dem Formelmanager wurde das Objektfeld auf der linken Seite des Fensters in die Seitenleiste verschoben. - In Writer, dem Textverarbeitungsprogramm, wurde ein neues Inhaltssteuerelement vom Typ Nur-Text hinzugefügt. Außerdem mehrere Lesezeichen-Verbesserungen für Writer. - In Impress, dem Präsentationsmanager, werden jetzt zugeschnittene Videos für Medienformen unterstützt. Außerdem wurde eine neue Reihe von Standardtabellentypen in Impress und auch für Draw hinzugefügt. |
| 7.5 | 7.5.6  | 07.09.2023 | 30.11.2023 | Auszüge aus den Release Notes: - Verschiedene Korrekturen in der Textlayout-Handhabung und -Bearbeitungs-Engine. - Kompatibilitätsverbesserungen für eingebettete Schriftarten in macOS. - Unterstützung für Dreh- und Zoomgesten bei Verwendung von Touchpads hinzugefügt. - Verbesserungen der LibreOffice-Unterstützung für dunkle und kontrastreiche Designs von Betriebssystemen für alle Plattformen (Linux, macOS und Windows). - Im PDF-Exportfilter enthaltene Unterstützung zum Einbetten von Farbschriften mithilfe von Farbebenen und Farbbitmaps, wie z. B. Emojis. - PDF-Unterstützung zum Einbetten variabler Schriftarten und Anwenden von Schriftartvariationen auf Glyphenformen hinzugefügt. - In Calc, dem Tabellenkalkulationsmanager, hinzugefügt Unterstützung für Kamenický- und Mazovia-Kodierungen. - In Math, dem Formelmanager wurde das Objektfeld auf der linken Seite des Fensters in die Seitenleiste verschoben. - In Writer, dem Textverarbeitungsprogramm, wurde ein neues Inhaltssteuerelement vom Typ Nur-Text hinzugefügt. Außerdem mehrere Lesezeichen-Verbesserungen für Writer. - In Impress, dem Präsentationsmanager, werden jetzt zugeschnittene Videos für Medienformen unterstützt. Außerdem wurde eine neue Reihe von Standardtabellentypen in Impress und auch für Draw hinzugefügt. |
| 7.5 | 7.5.7  | 26.09.2023 | 30.11.2023 | Auszüge aus den Release Notes: - Verschiedene Korrekturen in der Textlayout-Handhabung und -Bearbeitungs-Engine. - Kompatibilitätsverbesserungen für eingebettete Schriftarten in macOS. - Unterstützung für Dreh- und Zoomgesten bei Verwendung von Touchpads hinzugefügt. - Verbesserungen der LibreOffice-Unterstützung für dunkle und kontrastreiche Designs von Betriebssystemen für alle Plattformen (Linux, macOS und Windows). - Im PDF-Exportfilter enthaltene Unterstützung zum Einbetten von Farbschriften mithilfe von Farbebenen und Farbbitmaps, wie z. B. Emojis. - PDF-Unterstützung zum Einbetten variabler Schriftarten und Anwenden von Schriftartvariationen auf Glyphenformen hinzugefügt. - In Calc, dem Tabellenkalkulationsmanager, hinzugefügt Unterstützung für Kamenický- und Mazovia-Kodierungen. - In Math, dem Formelmanager wurde das Objektfeld auf der linken Seite des Fensters in die Seitenleiste verschoben. - In Writer, dem Textverarbeitungsprogramm, wurde ein neues Inhaltssteuerelement vom Typ Nur-Text hinzugefügt. Außerdem mehrere Lesezeichen-Verbesserungen für Writer. - In Impress, dem Präsentationsmanager, werden jetzt zugeschnittene Videos für Medienformen unterstützt. Außerdem wurde eine neue Reihe von Standardtabellentypen in Impress und auch für Draw hinzugefügt. |
| 7.5 | 7.5.8  | 02.11.2023 | 30.11.2023 | Auszüge aus den Release Notes: - Verschiedene Korrekturen in der Textlayout-Handhabung und -Bearbeitungs-Engine. - Kompatibilitätsverbesserungen für eingebettete Schriftarten in macOS. - Unterstützung für Dreh- und Zoomgesten bei Verwendung von Touchpads hinzugefügt. - Verbesserungen der LibreOffice-Unterstützung für dunkle und kontrastreiche Designs von Betriebssystemen für alle Plattformen (Linux, macOS und Windows). - Im PDF-Exportfilter enthaltene Unterstützung zum Einbetten von Farbschriften mithilfe von Farbebenen und Farbbitmaps, wie z. B. Emojis. - PDF-Unterstützung zum Einbetten variabler Schriftarten und Anwenden von Schriftartvariationen auf Glyphenformen hinzugefügt. - In Calc, dem Tabellenkalkulationsmanager, hinzugefügt Unterstützung für Kamenický- und Mazovia-Kodierungen. - In Math, dem Formelmanager wurde das Objektfeld auf der linken Seite des Fensters in die Seitenleiste verschoben. - In Writer, dem Textverarbeitungsprogramm, wurde ein neues Inhaltssteuerelement vom Typ Nur-Text hinzugefügt. Außerdem mehrere Lesezeichen-Verbesserungen für Writer. - In Impress, dem Präsentationsmanager, werden jetzt zugeschnittene Videos für Medienformen unterstützt. Außerdem wurde eine neue Reihe von Standardtabellentypen in Impress und auch für Draw hinzugefügt. |
| 7.5 | 7.5.9  | 07.12.2023 | 30.11.2023 | Auszüge aus den Release Notes: - Verschiedene Korrekturen in der Textlayout-Handhabung und -Bearbeitungs-Engine. - Kompatibilitätsverbesserungen für eingebettete Schriftarten in macOS. - Unterstützung für Dreh- und Zoomgesten bei Verwendung von Touchpads hinzugefügt. - Verbesserungen der LibreOffice-Unterstützung für dunkle und kontrastreiche Designs von Betriebssystemen für alle Plattformen (Linux, macOS und Windows). - Im PDF-Exportfilter enthaltene Unterstützung zum Einbetten von Farbschriften mithilfe von Farbebenen und Farbbitmaps, wie z. B. Emojis. - PDF-Unterstützung zum Einbetten variabler Schriftarten und Anwenden von Schriftartvariationen auf Glyphenformen hinzugefügt. - In Calc, dem Tabellenkalkulationsmanager, hinzugefügt Unterstützung für Kamenický- und Mazovia-Kodierungen. - In Math, dem Formelmanager wurde das Objektfeld auf der linken Seite des Fensters in die Seitenleiste verschoben. - In Writer, dem Textverarbeitungsprogramm, wurde ein neues Inhaltssteuerelement vom Typ Nur-Text hinzugefügt. Außerdem mehrere Lesezeichen-Verbesserungen für Writer. - In Impress, dem Präsentationsmanager, werden jetzt zugeschnittene Videos für Medienformen unterstützt. Außerdem wurde eine neue Reihe von Standardtabellentypen in Impress und auch für Draw hinzugefügt. |
| 7.6 | 7.6.0  | 21.08.2023 | 12.06.2024 | Auszüge aus den Release Notes: |
| 7.6 | 7.6.1  | 14.09.2023 | 12.06.2024 | Auszüge aus den Release Notes: |
| 7.6 | 7.6.2  | 26.09.2023 | 12.06.2024 | Auszüge aus den Release Notes: |
| 7.6 | 7.6.3  | 23.11.2023 | 12.06.2024 | Auszüge aus den Release Notes: |
| 7.6 | 7.6.4  | 04.12.2023 | 12.06.2024 | Auszüge aus den Release Notes: |
| 7.6 | 7.6.5  | 22.02.2024 | 12.06.2024 | Auszüge aus den Release Notes: |
| 7.6 | 7.6.6  | 28.03.2024 | 12.06.2024 | Auszüge aus den Release Notes: |
| 7.6 | 7.6.7  | 09.05.2024 | 12.06.2024 | Auszüge aus den Release Notes: |
| 24.2 | 24.2.0 | 31.01.2024 | 30.11.2024 | Auszüge aus den Release Notes: (Erste Version mit neuem Versionsschema) |
| 24.2 | 24.2.1 | 29.02.2024 | 30.11.2024 | Auszüge aus den Release Notes: (Erste Version mit neuem Versionsschema) |
| 24.2 | 24.2.2 | 28.03.2024 | 30.11.2024 | Auszüge aus den Release Notes: (Erste Version mit neuem Versionsschema) |
| 24.2 | 24.2.3 | 05.05.2024 | 30.11.2024 | Auszüge aus den Release Notes: (Erste Version mit neuem Versionsschema) |
| 24.2 | 24.2.4 | 06.06.2024 | 30.11.2024 | Auszüge aus den Release Notes: (Erste Version mit neuem Versionsschema) |
| 24.2 | 24.2.5 | 11.07.2024 | 30.11.2024 | Auszüge aus den Release Notes: (Erste Version mit neuem Versionsschema) |
| 24.2 | 24.2.6 | 05.09.2024 | 30.11.2024 | Auszüge aus den Release Notes: (Erste Version mit neuem Versionsschema) |
| 24.2 | 24.2.7 | 31.10.2024 | 30.11.2024 | Auszüge aus den Release Notes: (Erste Version mit neuem Versionsschema) |
| 24.8 | 24.8.0 | 22.08.2024 | 12.06.2025 | Auszüge aus den Release Notes: |
| 24.8 | 24.8.1 | 12.09.2024 | 12.06.2025 | Auszüge aus den Release Notes: |
| 24.8 | 24.8.2 | 27.09.2024 | 12.06.2025 | Auszüge aus den Release Notes: |
| 24.8 | 24.8.3 | 14.11.2024 | 12.06.2025 | Auszüge aus den Release Notes: |
| 24.8 | 24.8.4 | 19.12.2024 | 12.06.2025 | Auszüge aus den Release Notes: |
| 24.8 | 24.8.5 | 20.02.2025 | 12.06.2025 | Auszüge aus den Release Notes: |
| 24.8 | 24.8.6 | 26.03.2025 | 12.06.2025 | Auszüge aus den Release Notes: |
| 24.8 | 24.8.7 | 08.05.2025 | 12.06.2025 | Auszüge aus den Release Notes: |
| 25.2 | 25.2.0 | 30.01.2025 | 30.11.2025 | Auszüge aus den Release Notes: |
| 25.2 | 25.2.1 | 27.02.2025 | 30.11.2025 | Auszüge aus den Release Notes: |
| 25.2 | 25.2.2 | 26.03.2025 | 30.11.2025 | Auszüge aus den Release Notes: |
| 25.2 | 25.2.3 | 30.04.2025 | 30.11.2025 | Auszüge aus den Release Notes: |
| 25.2 | 25.2.4 | 05.06.2025 | 30.11.2025 | Auszüge aus den Release Notes: |
| 25.2 | 25.2.5 | 17.07.2025 | 30.11.2025 | Auszüge aus den Release Notes: |
| 25.2 | 25.2.6 | 04.09.2025 | 30.11.2025 | Auszüge aus den Release Notes: |
| 25.2 | 25.2.7 | 30.10.2025 | 30.11.2025 | Auszüge aus den Release Notes: |
| 25.8 | 25.8.0 | 21.08.2025 | 12.06.2026 | Auszüge aus den Release Notes: |
| 25.8 | 25.8.1 | 11.09.2025 | 12.06.2026 | Auszüge aus den Release Notes: |
| 25.8 | 25.8.2 | 09.10.2025 | 12.06.2026 | Auszüge aus den Release Notes: |
| 25.8 | 25.8.3 | 13.11.2025 | 12.06.2026 | Auszüge aus den Release Notes: |
| 25.8 | 25.8.4 | 18.12.2025 | 12.06.2026 | Auszüge aus den Release Notes: |
| 25.8 | 25.8.5 | 19.02.2026 | 12.06.2026 | Auszüge aus den Release Notes: |
| 25.8 | 25.8.6 | 26.03.2026 | 12.06.2026 | Auszüge aus den Release Notes: |
| 25.8 | 25.8.7 | 07.05.2026 | 12.06.2026 | Auszüge aus den Release Notes: |
| Legende:Ältere Version; nicht mehr unterstütztÄltere Version; noch unterstütztAktuelle VersionZukünftige Version |        |            |            | |

### Konsekutive Nummernversionen (2010–2024)

#### „Fresh“ (neueste Version) und „Still“ (stabile Version)
Neben den Entwicklerversionen gibt es seit März 2014 und Version 4.2.2 zu jedem Zeitpunkt zwei wichtige veröffentlichte Versionen von LibreOffice: „Fresh“, die neueste Version, und „Still“, die stabile Version. Die Namen dieser zwei Versionen weisen darauf hin, dass sie jeweils für unterschiedliche Einsatzszenarien geeignet sind. Die zwei Versionen von LibreOffice werden wie folgt charakterisiert:
- „Fresh“ – ist die neueste Bugfix-Veröffentlichung der aktuellen Hauptversion, in der die neuesten Verbesserungen enthalten sind, in der aber auch Programmfehler sein können, die in der „Still“-Version nicht vorhanden sind.
- „Still“ (früher „Stable“ genannt) – ist die letzte Bugfix-Veröffentlichung der vorangegangenen Hauptversion. Bei dieser Version wurden bereits mehrere Monate lang Fehler behoben. Diese Version wird für Benutzer empfohlen, bei denen die Stabilität im Vordergrund steht.

#### Erste Version: LibreOffice 3.3

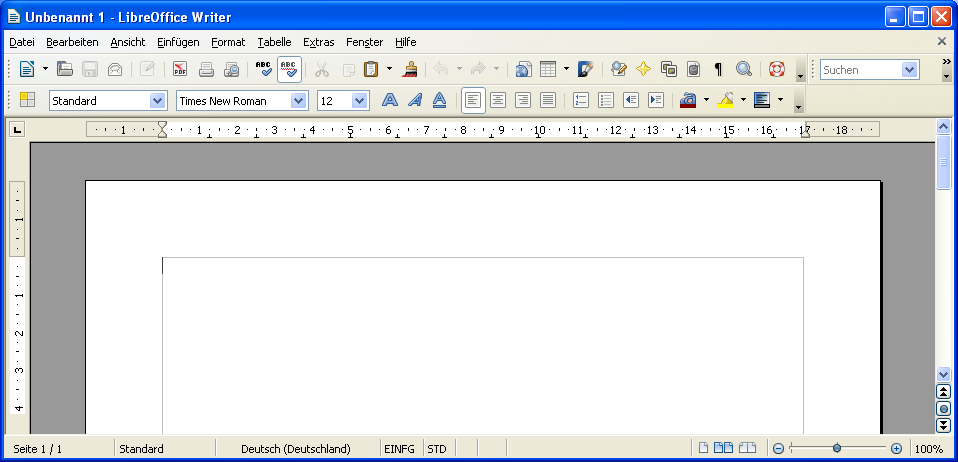
LibreOffice 3.3 Writer unter Windows XP

LibreOffice 3.3 basiert auf OpenOffice.org 3.3, dessen Codebasis gesichtet und überarbeitet wurde. Die Import-, Öffnen- und Speicherfunktionen wurden verbessert, so ist in allen Programmen des Office-Pakets das Öffnen und Speichern von Dokumenten als einzelnes XML-Dokument möglich. Der Druckdialog wurde überarbeitet und soll dem Benutzer einen übersichtlicheren und schnelleren Zugriff auf die wesentlichen Funktionen bieten. Auf Linux-Systemen ist das Java Media Framework zum Abspielen von Musik und Filmen nicht mehr erforderlich.
Der Import von PDF-Dokumenten ist nun möglich. Diese werden in Draw geöffnet und können dort bearbeitet und wieder gespeichert werden. Eine Integration in Dokumente ist als OLE-Objekt in jedem Programm des Office-Pakets möglich. Zur Standardinstallation wurden verschiedene Plug-ins hinzugefügt, die den Funktionsumfang von LibreOffice erweitern. Die grafische Benutzeroberfläche hat Detailverbesserungen erhalten und ist in 19 zusätzlichen Sprachen verfügbar.
Mit Veröffentlichung der Version 3.3.1 erhielt das Office-Paket außerdem neue Dokumenten-Icons.
Writer hat eine überarbeitete Funktion zur Autokorrektur erhalten, und Titelseiten lassen sich mit Hilfe eines neuen Dialogs leichter verwalten. Der Navigator, mit dessen Hilfe die Struktur größerer Dokumente schneller und leichter nachvollzogen werden kann, wurde überarbeitet. Die Such- und die Statistikfunktionen wurden im Detail verbessert. In Microsoft-Word-Dokumenten lassen sich Formulare einfügen und in Lotus Word Pro und Microsoft Works erstellte Dokumente können importiert werden. Der Import von in WordPerfect erstellten Dokumenten wurde wie auch der Export ins Rich Text Format deutlich verbessert.
In Calc wurde die Möglichkeit überarbeitet, Tastenkürzel zu verwenden. So ist beispielsweise die Navigation in Formeln mittels Tastenkombinationen möglich. Das Öffnen von Tabellendokumenten wurde generell beschleunigt. Das Anlegen neuer Tabellenblätter wurde vereinfacht, die zugehörigen Registerkarten lassen sich einfärben. Die Zahl der in einem Tabellenblatt nutzbaren Zeilen wurde von 65.536 auf 1.048.576 erhöht. In Diagrammen können mehrere, hierarchisch strukturierte Achsenbezeichnungen dargestellt werden. Draw kann Grafiken im SVG-Format bearbeiten; der Import in die übrigen Programme des Office-Pakets ist ebenfalls möglich. Das Öffnen von Microsoft-PowerPoint-Dokumenten in Impress wurde beschleunigt und die Handhabung von Folien-Layouts verbessert.
Zusätzlich sind alle Neuerungen von OpenOffice.org 3.3 auch in LibreOffice 3.3 enthalten. Das gilt auch für die im Rahmen von Go-oo entwickelten Verbesserungen.

#### Weitere 3.x-Versionen

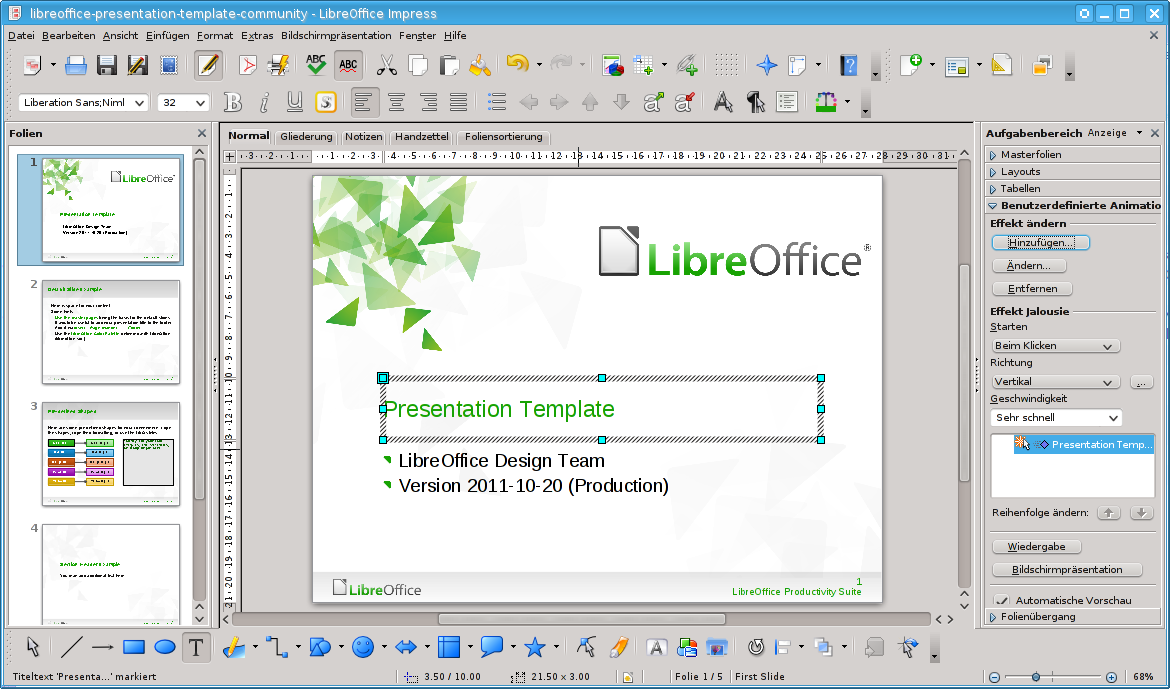
LibreOffice 3.4 Impress unter Fedora 16 (Linux)

Die folgenden Versionen von LibreOffice zielten nicht auf große Änderungen, sondern kleine inkrementelle Verbesserungen hinsichtlich Schnelligkeit, geringeren Verbrauchs von Systemressourcen, Stabilität, Fehlerfreiheit, Kompatibilität und neuer Funktionalität. Ein weiteres wichtiges Ziel war die Aufarbeitung des Quelltextes, um diesen für neue Programmierer einfacher verständlich und bearbeitbar zu machen. Im Zuge dieser Aufarbeitung wurde viel unbenutzter Quelltext entfernt und die Implementierung automatisierter Tests vorangetrieben. Darüber hinaus wurden Abhängigkeiten von anderen Programmen, insbesondere Java, reduziert.
Bei der Entwicklung von LibreOffice 3.4 wurde das Hauptaugenmerk auf Stabilität gelegt. So finden sich zwar auch zahlreiche Neuerungen in dieser neuen Hauptversion („major release“), die Großzahl der Änderungen entfällt aber auf Verbesserungen der Stabilität und Geschwindigkeit. So arbeitet LibreOffice unter Linux schneller und verbessert die Textdarstellung, wurde entschlackt und nimmt auf allen Plattformen weniger Arbeitsspeicher in Anspruch. Die Graphite-Engine wurde neu geschrieben, wodurch sie neben einer höheren Stabilität auch zehnmal schneller arbeiten soll. Die Unterstützung spezieller internationaler Schriftarten, unter anderem Rechts-nach-Links-Schriftarten wurde verbessert. Neben der altbekannten Suchfunktion wurde eine Suchleiste, wie auch aus modernen Webbrowsern bekannt, hinzugefügt. Die Kompatibilität zu OpenDocument und zu den OOXML-Formaten wurde verbessert.

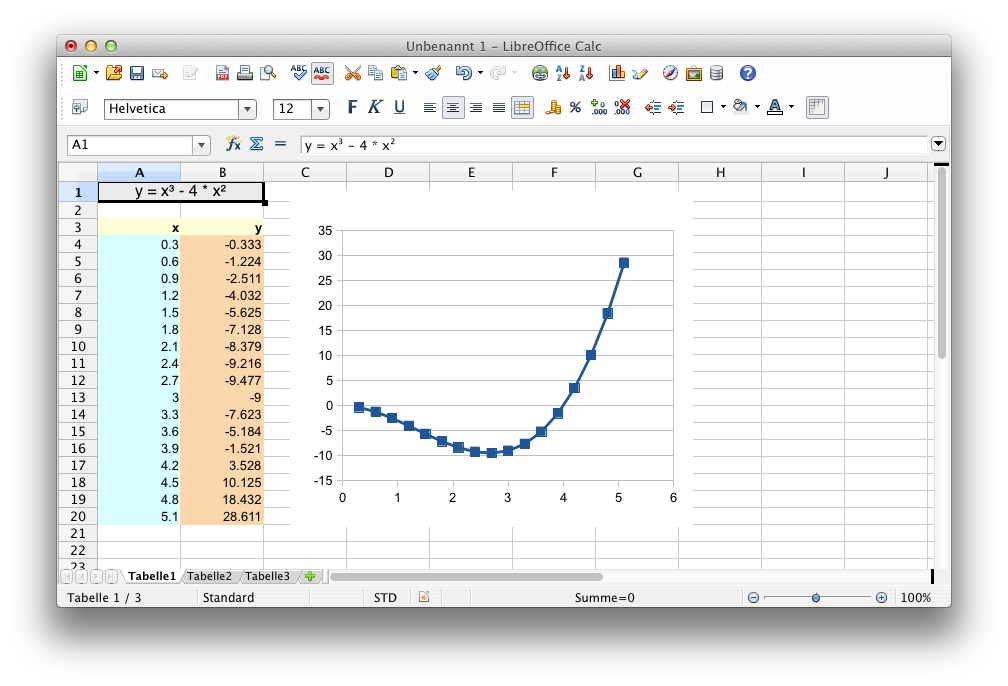
LibreOffice 3.5 Calc unter Mac OS X Lion 10.7

LibreOffice 3.5 konzentriert sich, wie bereits LibreOffice 3.4, primär auf Fehlerkorrekturen und die weitere Überarbeitung des Quellcodes. In LibreOffice 3.5 neu hinzugekommen ist unter anderem eine Online-Update-Funktion, die unter Windows und Mac Aktualisierungen der Software automatisch einspielt und die Windows-Installationsdatei liegt als MSI-Paket vor. Für die Verschlüsselung wird AES statt Blowfish verwendet. Die Bedienoberfläche wurde insbesondere bei der Behandlung von Kopf- und Fußzeilen und Seitenumbrüchen sowie der Bearbeitung von Grafiken überarbeitet und vereinfacht. Die Unterstützung für die OpenFormula-Spezifikation wurde verbessert, ein nativer Treiber für PostgreSQL-Datenbanken hinzugefügt, der Import von Microsoft-Visio-Grafiken in Draw wurde erstmals ermöglicht und der Import von RTF-Textdokumenten wurde verbessert.

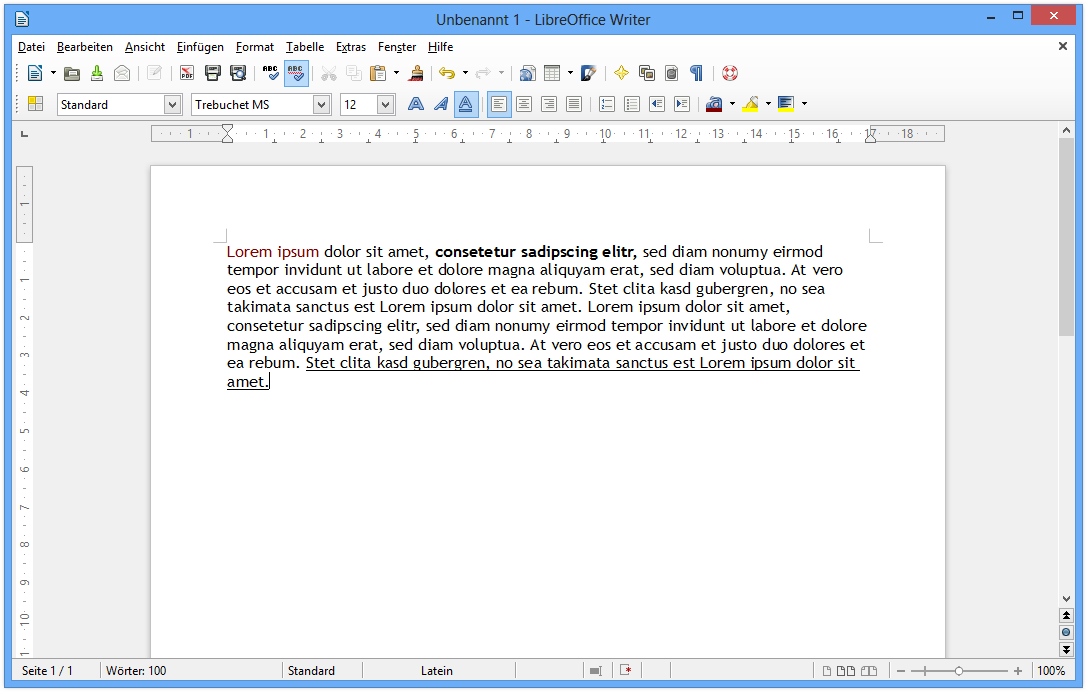
LibreOffice 3.6 Writer unter Windows 8

Wie bereits bei den Vorgängerversionen konzentrierte sich das LibreOffice-Projekt auch bei der vierten Hauptversion 3.6 eher auf zahlreiche Detailverbesserungen und Fehlerkorrekturen anstelle von einzelnen, umfangreichen Neuerungen. Neben zusätzlichen Optionen für Formatierungen in Writer und Calc können Dokumenten beim PDF-Export Wasserzeichen hinzugefügt werden. Die Oberfläche der Office-Suite wurde bereinigt und erhielt einige Detailverbesserungen, so werden Statistiken wie die Wortzahl des geöffneten Writer-Dokuments in der Statuszeile angezeigt, und das Design von Startbildschirm, „Start Center“ und Info-Bildschirm wurde vereinheitlicht. Verschiedene Dialoge wurden überarbeitet und bestehende Beschränkungen entfernt, insbesondere wurde das Kontextmenü an einigen Stellen erweitert, wodurch Funktionen schneller erreicht werden können. Der Import von „Smart Arts“ aus Microsoft-Office-Dokumenten und von Grafiken aus CorelDraw wurde erweitert, die Unterstützung von OpenFormula wurde weiter verbessert und unter Linux wurde die Unterstützung für GTK-Themes und Trinity verbessert.

#### 4.x-Versionen
LibreOffice 4.0 bringt wie die vorigen Versionen eine Reihe kleiner Neuerungen und einige Verbesserungen in der Kompatibilität mit verschiedenen Formaten, insbesondere dem DOCX-Format. Einige dieser Verbesserungen wurden aus der Lotus-Suite importiert, deren Quelltext IBM an Apache OpenOffice gespendet hat. Die bedeutendsten Änderungen, die zur Begründung des Versionssprungs angeführt werden, sind allerdings nicht für Nutzer offensichtlich. So wurde die Relizenzierung des Quelltextes abgeschlossen, der nun vollständig unter der GPL 3 und folgenden Versionen, der LGPL 3 und folgenden Versionen sowie der MPL lizenziert ist. Außerdem wurde die offizielle Unterstützung für einige sehr alte Formate eingestellt und die veraltete Funktionalität der Uno-Programmierschnittstelle entfernt. Damit besteht erstmals ein Unterschied zwischen den Programmierschnittstellen von LibreOffice und Apache OpenOffice, so dass Erweiterungen für eines der Programme in Zukunft nicht mehr automatisch mit dem jeweils anderen Programm kompatibel sind. Die Abhängigkeit von Java wurde weiter reduziert, aber nicht vollständig beseitigt.
Ab Version 4.4 bringt LibreOffice die freien Schriftarten Carlito und Caladea mit, die metrikkompatibel zu den proprietären Schriftarten Calibri und Cambria sind und diese ersetzen können, wenn sie nicht installiert sind. Microsoft Office verwendet seit 2007 die Schriftart Calibri als Standardschriftart, die freien Schriftarten verbessern daher die wahrgenommene Kompatibilität mit Microsoft-Office-Dokumenten erheblich.

#### 5.x-Versionen
Die Hauptversion 4.5 wurde im April 2015 in „Version 5.0“ umbenannt., weil LibreOffice 5 unter Android Texte nicht nur anschauen (wie seit Mai 2015 möglich), sondern nun auch bearbeiten konnte. Die Version 5.0.0 erschien am 5. August 2015. Die Version 5.0.4 erschien am 17. Dezember 2015 und leitete ab 2016 den massenhaften Umstieg von LibreOffice 4 auf LibreOffice 5 ein.

#### 6.x-Versionen

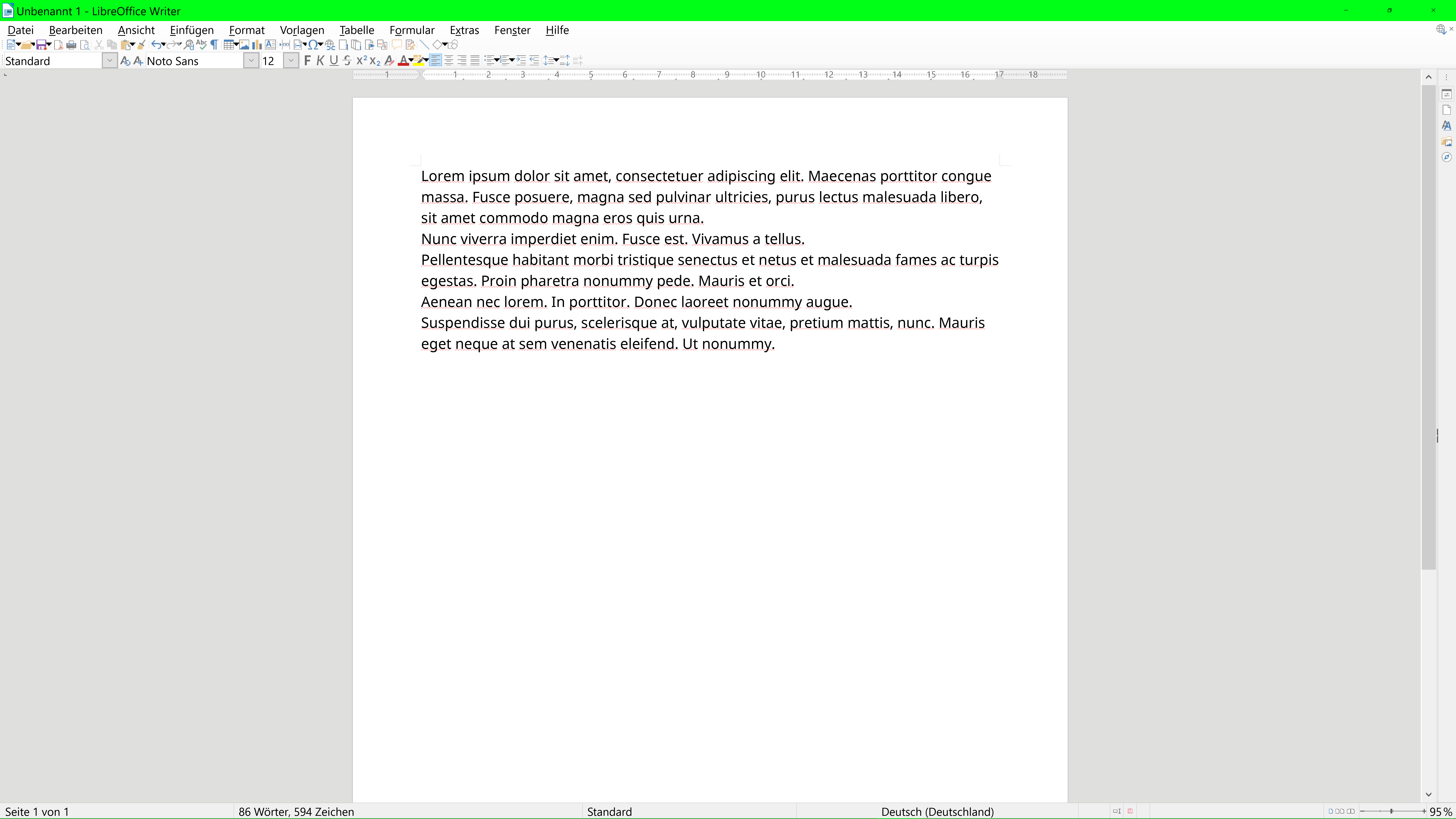
LibreOffice Writer 6.4.1.2 unter Windows 10

Die für die erste Hälfte des Jahres 2018 geplante Hauptversion 5.5 wurde im Juni 2017 in „Version 6.0“ umbenannt. Gründe dafür waren wohl Veränderungen in der Markenpolitik und der Benutzeroberfläche (schließlich erschienen mehrere neue Versionen des Menübandes „LibreOffice Ribbon UI“). Die erste Version 6.0.0 wurde am 31. Januar 2018 veröffentlicht. Die Distribution Ubuntu machte in ihrer im April 2018 erschienenen Version mit langfristiger Unterstützung (18.04 LTS) den Sprung zu LibreOffice 6, was den Umstieg auf LibreOffice 6 ab April 2018 beschleunigte. Ab der LibreOffice-Version 6.0.0 werden Microsoft Windows XP und Vista nicht mehr unterstützt.

#### 7.x-Versionen
Mit der Veröffentlichung der ersten Version 7.0 im August 2020 wurde ein Wechsel der Rendering-Engine vorgenommen. Statt der lange verwendeten Engine „Cairo“ wird nun die besser gepflegte Bibliothek „Skia“ mit Vulkan-Unterstützung eingesetzt. LibreOffice in der Version 7 bietet Unterstützung für das Open Document Format (ODF) 1.3 als eigenes Dateiformat. Dieses Format erlaubt „nativ“ das kryptografische Signieren von Dokumenten sowie die Verschlüsselung mittels OpenPGP. Dateien mit dem Dateiformat DOCX werden ab der Version 7 in der Voreinstellung nicht mehr im abwärtskompatiblen Modus für Microsoft Office 2007 gespeichert; die Speicherung erfolgt stattdessen im Format der aktuellen Office-Versionen.

### Jahreszahlversionen (seit 2024)

#### 24.x-Versionen
Seit Februar 2024 ist die vormalige Versionsnummerierung mit konsekutiven ganzen Zahlen (z. B. Version 3, dann Version 3.1, dann Version 4 etc.) aufgegeben worden. Nummeriert wird seitdem mit der Jahreszahl, gefolgt von einem Punkt und dem Monat, in dem die Version veröffentlicht wurde, wie es von Ubuntu und vielen Programmen aus dem KDE-Umfeld bekannt ist. „LibreOffice Community 24.2“, das am 31. Januar 2024 erschien, war die erste stabile Version dieser neuen Zählung.
Der Bruch mit der bisherigen Versionierung soll laut The Document Foundation Anlass geben, ältere Ausgaben des Büropakets zu aktualisieren. Mit dem Zusatz „Community“ im Namen soll Partnern ein Packaging mit kommerziellem Support im Marketing leichter gemacht werden.

## Rechtliche Entwicklungsgeschichte
LibreOffice ist, wie auch OpenOffice.org, freie Software. Vor der Übertragung des OpenOffice.org-Projekts an die Apache Software Foundation wurde OpenOffice.org unter der GNU Lesser General Public License (LGPL) in Version 3 veröffentlicht. Die dem Benutzer häufig eingeräumte Möglichkeit, eine neuere Version der Lizenz zu nutzen, bestand nicht. Das galt folglich zunächst auch für LibreOffice. Durch die Übertragung von OpenOffice.org an die Apache Software Foundation ist der Programmcode auch unter der hauseigenen Lizenz, der Apache-Lizenz, erhältlich. Diese erlaubt sowohl eine nahezu bedingungslose Weiternutzung als auch eine Wiederveröffentlichung unter vollkommen anderen Bedingungen. Da die Document Foundation freie Softwarelizenzen mit Copyleft bevorzugt und die Apache-Lizenz ein derartiges Lizenzmodell ermöglicht, ist LibreOffice unter der LGPL in Version 3 oder neuer und der Mozilla Public License (MPL) in Version 1.1 oder neuer mehrfachlizenziert.
Sowohl bei LibreOffice als auch bei OpenOffice.org werden dem Anwender die aus dieser Lizenzierung entstehenden Freiheiten uneingeschränkt zugestanden. Vor der Übertragung des OpenOffice.org-Projekts an die Apache Software Foundation wurden beteiligte Entwickler, anders als bei LibreOffice, mit Bestimmungen konfrontiert, die ihre Rechte einschränken. Oracle verfolgte, wie auch schon Sun Microsystems seit Bestehen des Projekts, bei der Entwicklung von OpenOffice.org das Ziel, die urheberrechtlichen Verwertungsrechte zu bekommen. Um das zu realisieren, musste jeder Entwickler, der eine Verbesserung einbringen wollte, das Sun Microsystems Inc. Contributor Agreement unterschreiben, wodurch Oracle das Recht erhielt, die Lizenz zu bestimmen, unter der die eingebrachten Verbesserungen veröffentlicht werden. Erst dadurch war es Oracle möglich, in OpenOffice.org eingebrachte Änderung zurück in ihr kostenpflichtiges proprietäres Office-Paket StarOffice fließen zu lassen.
Die Vereinbarung ging jedoch noch weiter und sprach alle urheberrechtlichen Rechte des Entwicklers auch Oracle zu – es entstand eine „gemeinsame Urheberschaft“. Die Vereinbarung wurde insbesondere auch deshalb kritisiert, weil diese gemeinsame Urheberschaft erlosch, sobald eine Änderung an der eingebrachten Verbesserung vorgenommen wurde. Konkret bedeutete dies, dass eine gemeinsame Urheberschaft nur so lange bestand, wie die eingebrachte Verbesserung unverändert blieb – wurde sie verändert, verlor der ursprüngliche Entwickler seine Rechte. Die Vereinbarung war in diesem Fall mit einer Übertragung jeglicher Urheberrechte gleichbedeutend. Oracle erhielt mit dieser Vereinbarung auch das Recht, gewerbliche Schutzrechte (Patente, Gebrauchsmuster, Geschmacksmuster, Marken usw.) anzumelden und in Anspruch zu nehmen sowie das dafür notwendige Eigentum geltend zu machen.
Anders als bei OpenOffice.org brauchten Entwickler, die ihre Verbesserungen LibreOffice zur Verfügung stellen möchten, nie derartige Vereinbarungen zu unterzeichnen. Sie blieben dadurch alleinige Inhaber des Urheberrechts. Seit der Übertragung des OpenOffice.org-Projekts an die Apache Software Foundation gilt das entsprechend auch bei OpenOffice.org. Dennoch seien laut der Document Foundation gerade diese rechtlichen Aspekte ausschlaggebend dafür gewesen, dass sich schnell nach Gründung des Projekts weit mehr Entwickler LibreOffice zuwandten, als es jemals zuvor bei OpenOffice.org der Fall gewesen sei.